# Autun
Cet article possède des paronymes, voir Autain, Authun, Hautain, Hautin et Hotin.
Pour les articles homonymes, voir Autun (homonymie).
Autun est une commune française du département de Saône-et-Loire en région Bourgogne-Franche-Comté, située dans le parc naturel régional du Morvan. Sous-préfecture de Saône-et-Loire depuis 1790, la ville compte 13 144 habitants (Autunois et Autunoises) au recensement de 2022, au cœur d'une intercommunalité regroupant environ 40 000 habitants.
Fondée par les Romains comme Augustodunum, sœur et émule de Rome au début du règne de l'empereur Auguste, capitale gallo-romaine des Éduens en remplacement de Bibracte, évêché dès l'Antiquité, Autun est jusqu'à la fin du XVe siècle une cité prospère et un centre culturel influent, en dépit des pillages et des invasions. Pionnière de la révolution industrielle au XIXe siècle avec l'exploitation précoce du schiste bitumineux et de la fluorine, Autun a connu au XXe siècle un regain de dynamisme qui en a fait le siège de plusieurs entreprises internationales (Dim, Nexans) et de l'un des six lycées militaires français. La ville conserve de son passé antique et médiéval un riche patrimoine qui en fait un des plus importants sites touristiques au cœur de la Bourgogne.

## Géographie
La ville s'adosse sur le rebord sud d'une dépression nommée bassin d'Autun daté du Permien qui comprend le stratotype Autunien formant l'Autunois. Elle est cernée au nord de prairies bocagères (bocage à maille large), à l'ouest par le massif du Morvan, et au sud de forêts de feuillus (forêt domaniale de Planoise) couvrant un plateau gréseux.
La région de l'Autunois est composée de soixante-quatre communes regroupées en sept cantons. On trouve dans les cantons d'Autun-Nord et d'Autun-Sud les communes suivantes : Antully, Auxy, Curgy, Dracy-Saint-Loup, Monthelon, Saint-Forgeot et Tavernay.

### Communes limitrophes
| Tavernay, l'Arroux   | Saint-Forgeot, Dracy-Saint-Loup | Curgy                       |
| Monthelon, le Morvan | Autun                           | Auxy Antully                |
| Brion                | Mesvres, Broye                  | Marmagne, forêt de Planoise |

### Géologie

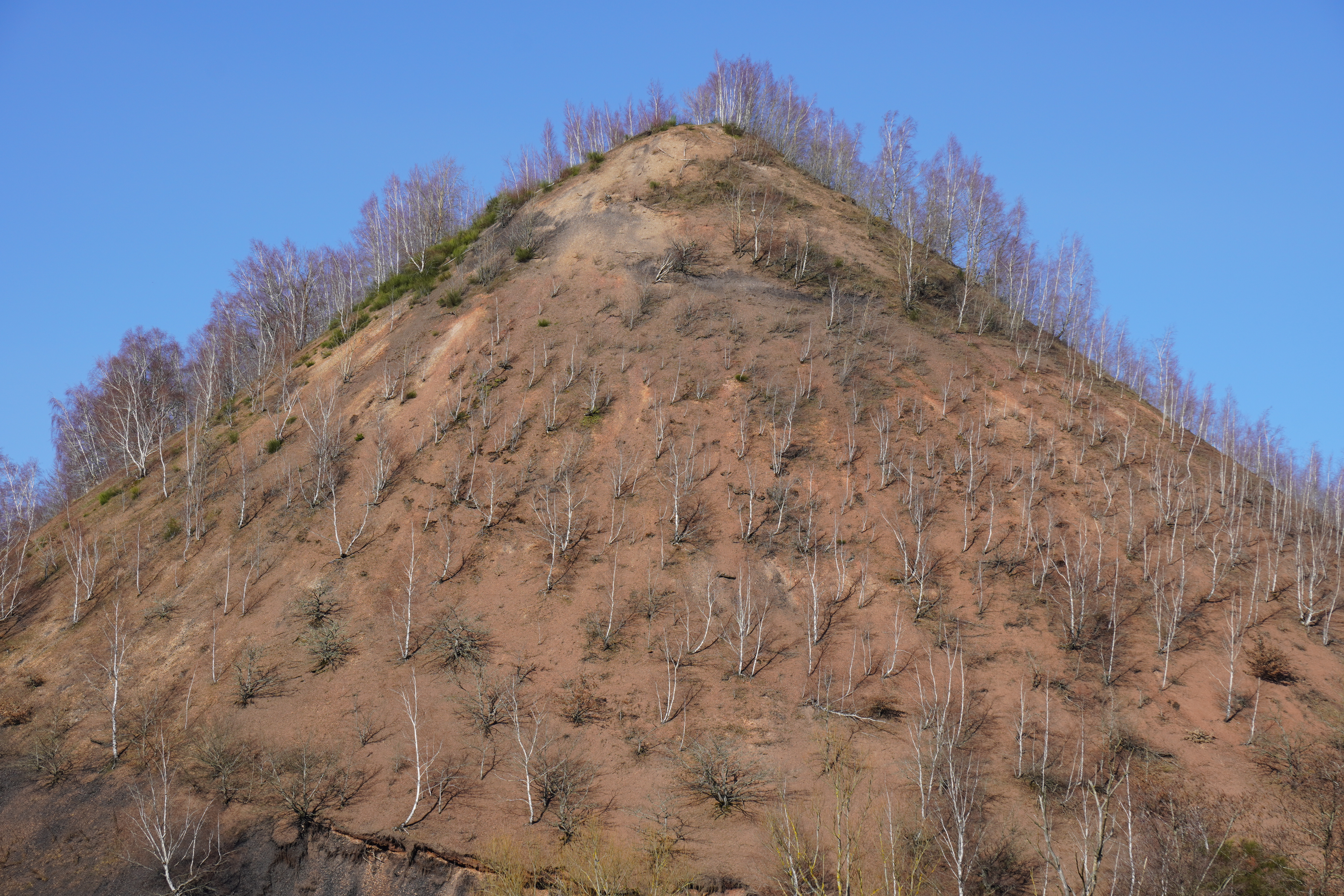
Détail de l'un des deux terrils de schiste rouge de la mine des Télots.

Le gisement de schiste bitumineux d'Autun a donné son nom à la période géologique à laquelle il s'est formé : l'Autunien, qui s'étage entre −299 et −285 millions d'années. Il est exploité de façon industrielle dans le secteur de 1824 à 1957, notamment dans la mine des Télots.
Autun a aussi donné son nom à l'autunite, un minéral composé d'un phosphate hydraté d'uranyle et de calcium.

### Hydrographie
- Le Ternin, affluent de l'Arroux, lui-même affluent de la Loire, traverse une partie de l'agglomération ;
- La Celle, ruisseau se jetant dans l'Arroux en aval d'Autun et dont les eaux partiellement détournées alimentent la ville ;
- Nombreux ruisseaux et sources intra-muros, le ruisseau de Mugne ou des Tanneries se jette dans l'Arroux en aval du pont Saint-Andoche ;
- Le ruisseau de La Fée qui vient du plateau de Planoise, grossi vers le pont Saint-Pierre du ruisseau de La Croix des Châtaigniers se jetant lui-même en dessous du Pont-l'Évêque, dans le ruisseau ;
- L'Acaron qui vient des hauteurs de Montjeu et plonge dans l'Arroux au pied de l'enceinte, sous les murs de la caserne Changarnier ;
- Le Saint-Pierre, ruisseau formé par la réunion des ruisseaux de la Chapelle et de la Papeterie[4].

### Climat
Pour des articles plus généraux, voir Climat de la Bourgogne-Franche-Comté et Climat de Saône-et-Loire.
En 2010, le climat de la commune est de type climat océanique altéré, selon une étude du Centre national de la recherche scientifique s'appuyant sur une série de données couvrant la période 1971-2000. En 2020, Météo-France publie une typologie des climats de la France métropolitaine dans laquelle la commune est toujours exposée à un climat océanique altéré et est dans la région climatique Lorraine, plateau de Langres, Morvan, caractérisée par un hiver rude (1,5 °C), des vents modérés et des brouillards fréquents en automne et hiver.
Pour la période 1971-2000, la température annuelle moyenne est de 10,5 °C, avec une amplitude thermique annuelle de 16,6 °C. Le cumul annuel moyen de précipitations est de 1 061 mm, avec 12,1 jours de précipitations en janvier et 7,6 jours en juillet. Pour la période 1991-2020, la température moyenne annuelle observée sur la station météorologique installée sur la commune est de 10,7 °C et le cumul annuel moyen de précipitations est de 857,2 mm. 
La température maximale relevée sur cette station est de 40 °C, atteinte le 12 août 2003 ; la température minimale est de −18,3 °C, atteinte le 20 décembre 2009,,.
| Mois                                  | jan.           | fév.           | mars           | avril         | mai           | juin           | jui.           | août           | sep.          | oct.            | nov.          | déc.           | année      |
| ------------------------------------- | -------------- | -------------- | -------------- | ------------- | ------------- | -------------- | -------------- | -------------- | ------------- | --------------- | ------------- | -------------- | ---------- |
| Température minimale moyenne (°C)     | −0,3           | −0,5           | 1,4            | 3,5           | 7,5           | 10,9           | 12,6           | 12,2           | 8,6           | 6,3             | 2,7           | 0,3            | 5,4        |
| Température moyenne (°C)              | 2,9            | 3,7            | 6,9            | 9,7           | 13,6          | 17,2           | 19,2           | 19             | 15            | 11,3            | 6,4           | 3,5            | 10,7       |
| Température maximale moyenne (°C)     | 6,1            | 7,8            | 12,3           | 15,8          | 19,7          | 23,5           | 25,9           | 25,8           | 21,3          | 16,3            | 10,2          | 6,6            | 15,9       |
| Record de froid (°C) date du record   | −14,3 26.01.07 | −15,9 05.02.12 | −13,2 01.03.05 | −6,5 08.04.03 | −2 15.05.1995 | 0,5 05.06.1991 | 4,5 24.07.1999 | 1,7 30.08.1998 | −1,2 20.09.12 | −7,9 31.10.1997 | −12 30.11.10  | −18,3 20.12.09 | −18,3 2009 |
| Record de chaleur (°C) date du record | 16,9 01.01.23  | 20,3 27.02.19  | 25,3 31.03.21  | 28,2 25.04.07 | 32,2 25.05.09 | 36,9 22.06.03  | 39,2 24.07.19  | 40 12.08.03    | 34,5 08.09.23 | 28,9 02.10.23   | 22,2 08.11.15 | 16,8 17.12.19  | 40 2003    |
| Ensoleillement (h)                    | 673            | 1 025          | 1 617          | 1 966         | 2 091         | 2 454          | 2 619          | 228            | 1 918         | 1 241           | 716           | 585            | 19 184     |
| Précipitations (mm)                   | 80,7           | 60,9           | 60,1           | 64,3          | 74,9          | 65,8           | 60,3           | 61,3           | 63,1          | 79,8            | 91,3          | 94,7           | 857,2      |

| Diagramme climatique                                  |             |             |             |             |              |              |              |             |             |             |            |
| J                                                     | F           | M           | A           | M           | J            | J            | A            | S           | O           | N           | D          |
| 6,1−0,380,7                                           | 7,8−0,560,9 | 12,31,460,1 | 15,83,564,3 | 19,77,574,9 | 23,510,965,8 | 25,912,660,3 | 25,812,261,3 | 21,38,663,1 | 16,36,379,8 | 10,22,791,3 | 6,60,394,7 |
| Moyennes : • Temp. maxi et mini °C • Précipitation mm |             |             |             |             |              |              |              |             |             |             |            |

Les paramètres climatiques de la commune ont été estimés pour le milieu du siècle (2041-2070) selon différents scénarios d'émission de gaz à effet de serre à partir des nouvelles projections climatiques de référence DRIAS-2020. Ils sont consultables sur un site dédié publié par Météo-France en novembre 2022.

## Urbanisme

### Typologie
Au 1er janvier 2024, Autun est catégorisée centre urbain intermédiaire, selon la nouvelle grille communale de densité à sept niveaux définie par l'Insee en 2022.
Elle appartient à l'unité urbaine d'Autun, une unité urbaine monocommunale constituant une ville isolée,. Par ailleurs la commune fait partie de l'aire d'attraction d'Autun, dont elle est la commune-centre,. Cette aire, qui regroupe 42 communes, est catégorisée dans les aires de moins de 50 000 habitants,.

### Occupation des sols
L'occupation des sols de la commune, telle qu'elle ressort de la base de données européenne d’occupation biophysique des sols Corine Land Cover (CLC), est marquée par l'importance des territoires agricoles (43,1 % en 2018), en diminution par rapport à 1990 (44,5 %). La répartition détaillée en 2018 est la suivante : forêts (41,7 %), prairies (28,7 %), zones agricoles hétérogènes (11 %), zones urbanisées (7,4 %), zones industrielles ou commerciales et réseaux de communication (3,6 %), terres arables (3,4 %), espaces verts artificialisés, non agricoles (2,9 %), milieux à végétation arbustive et/ou herbacée (0,7 %), eaux continentales (0,7 %). L'évolution de l’occupation des sols de la commune et de ses infrastructures peut être observée sur les différentes représentations cartographiques du territoire : la carte de Cassini (XVIIIe siècle), la carte d'état-major (1820-1866) et les cartes ou photos aériennes de l'IGN pour la période actuelle (1950 à aujourd'hui).

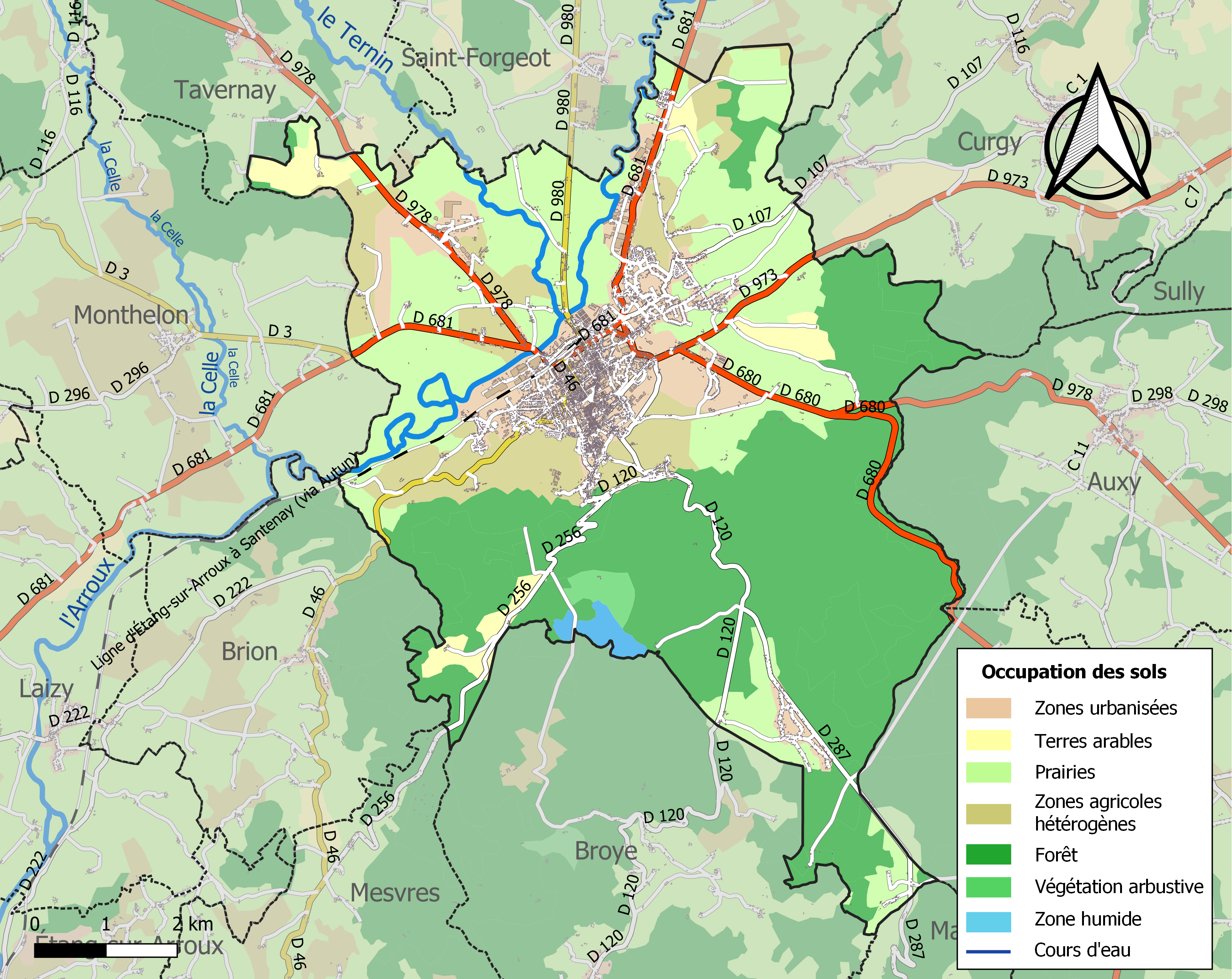
Carte des infrastructures et de l'occupation des sols de la commune en 2018 (CLC).

### Morphologie urbaine
Le territoire de la commune comprend plusieurs quartiers dont les principaux sont :

## Toponymie
Avant la formation d'Augustodunum vers 10 av. J.-C., la localité est attestée sous le nom d'Haedui, civitas Haeduae en 50 av. J.-C. La première attestation de la cité gallo-romaine provient de Tacite en 115. Au VIe siècle, Grégoire de Tours évoque Agustidunum et Monasterium Agusthidunensis. Sont attestés au cours des siècles suivants les formes Augustodunensium urbis en 850, Infra castrum Augustidunum seu infra Haeduam civitatem en 861, In latere Aeduae civitatis en 900, Urbem Augustudunum en 921, Apud Eduam et Sedis Ostudunensis en 972, Urbem Eduorum en 1096, Infra civitatem Eduensem en 1198. À partir du XIIIe siècle, les attestations sont proches du nom actuel : Ostum en 1254, Ostun en 1259, Ostuun en 1261, Hostun en 1273, Osteun en 1294, Otthun en 1376, Othun en 1380, Ostung en 1475, Austun en 1565, Authun en 1666 et Autun en 1666 et 1783.
Le nom antique de la cité Augustodunum est constitué du nom de l'empereur Augustus, associé au gaulois -dunon, « forteresse », pour former « la forteresse d'Auguste ».

## Histoire
Autun a conservé de nombreuses traces antiques ou médiévales. La ville fut l'une des capitales chrétiennes du monde romain.

### Augustodunum, ville romaine

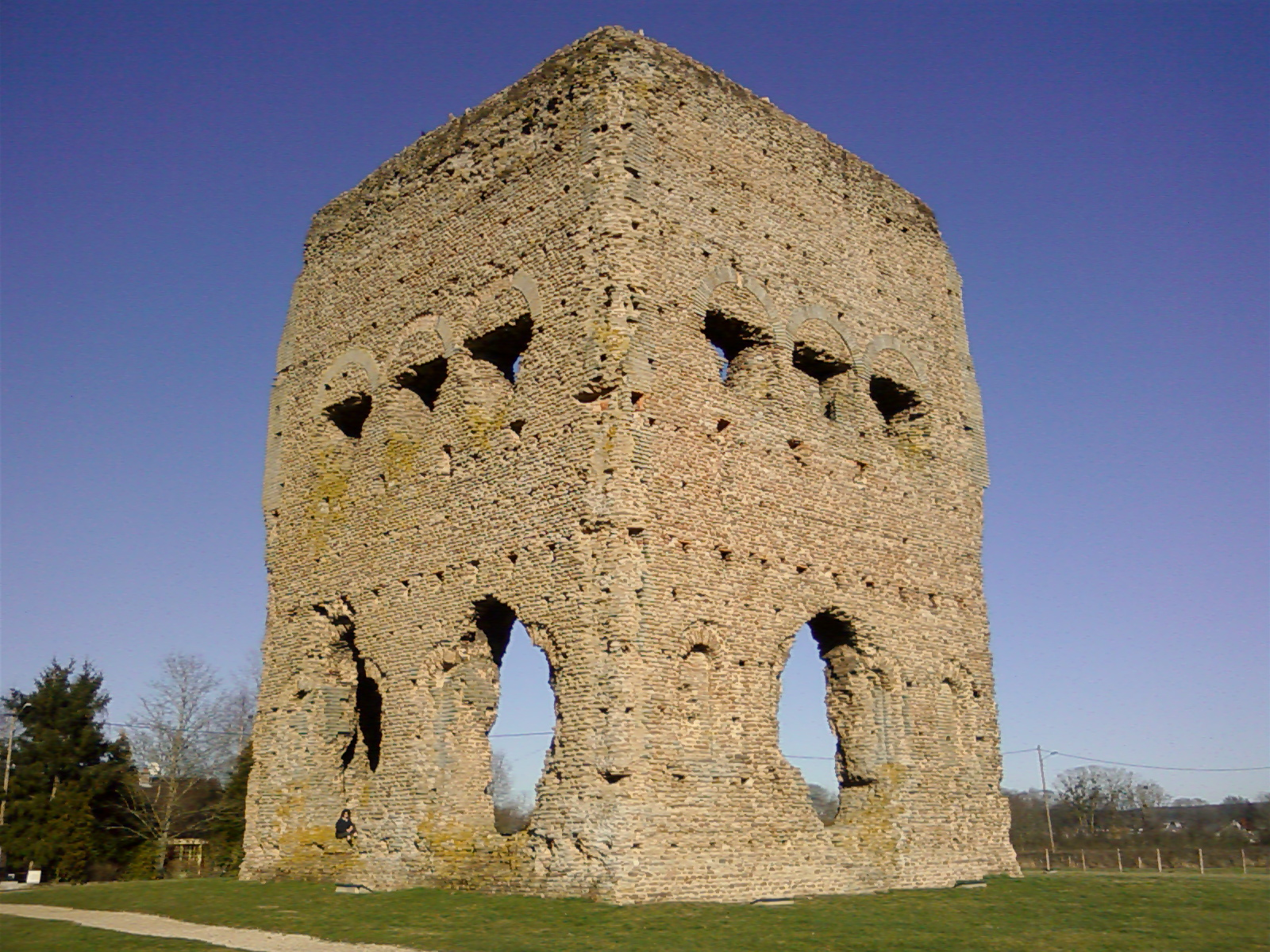
Le temple de Janus.

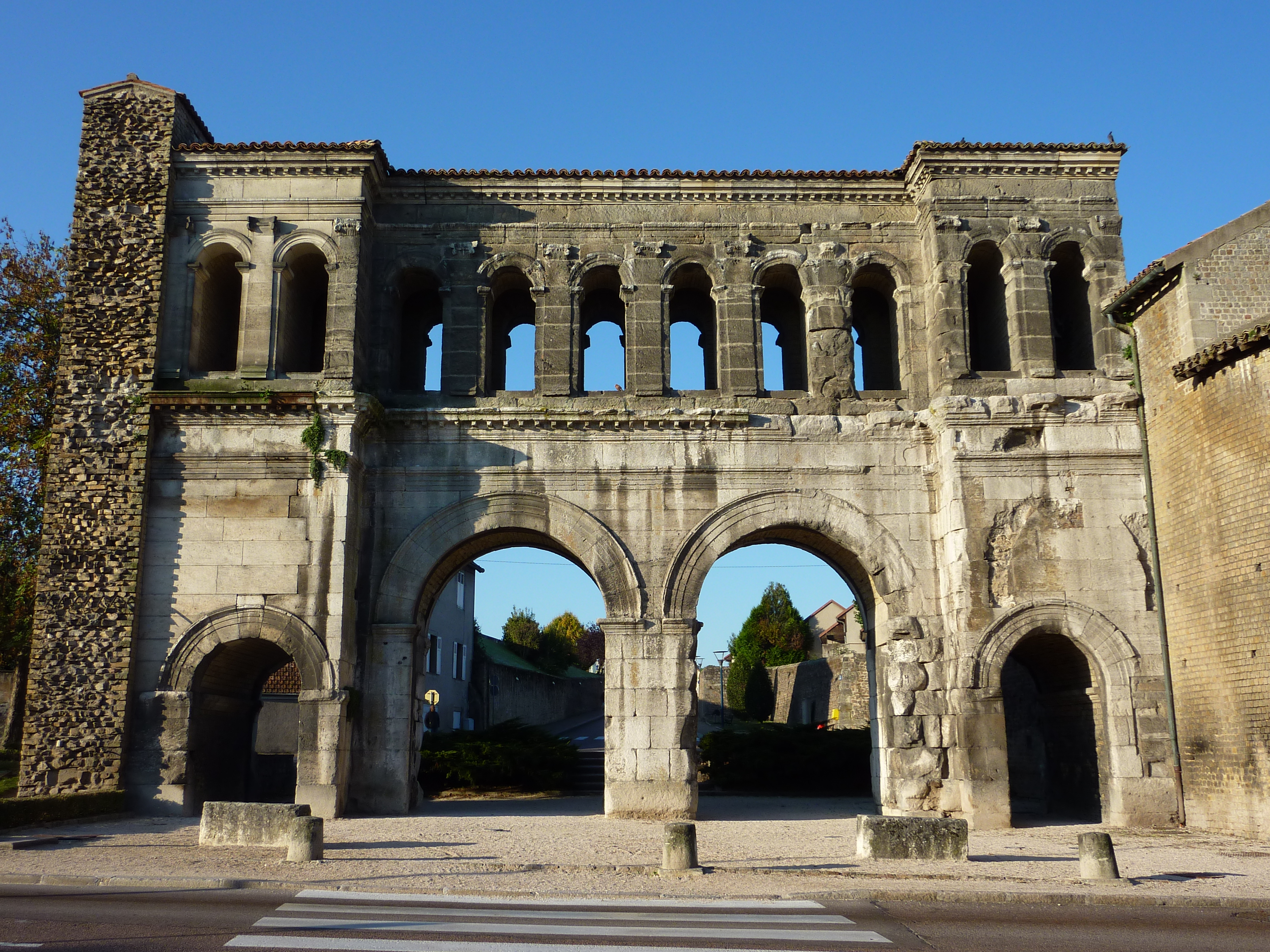
La porte Saint-André.

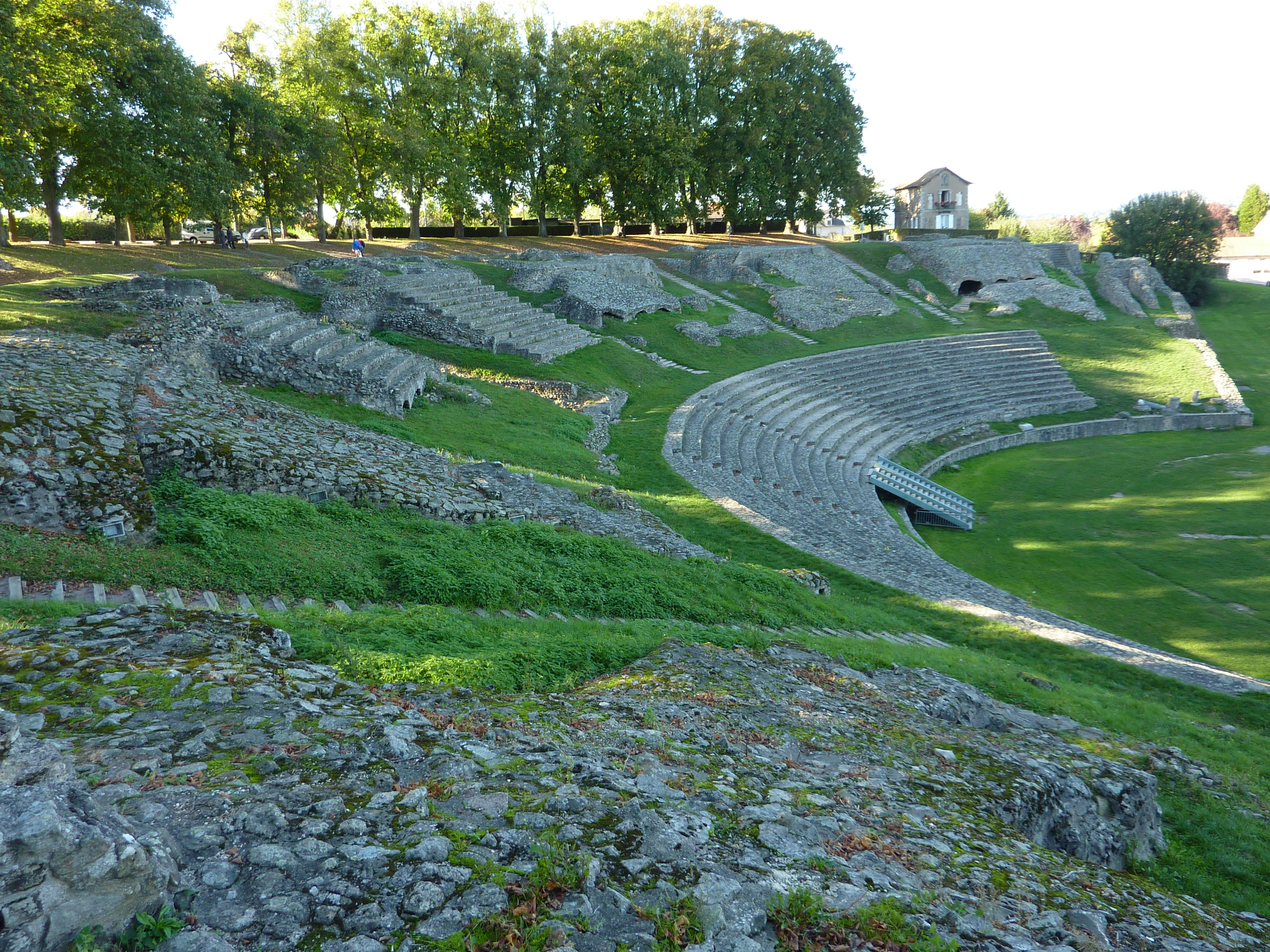
Le théâtre gallo-romain.

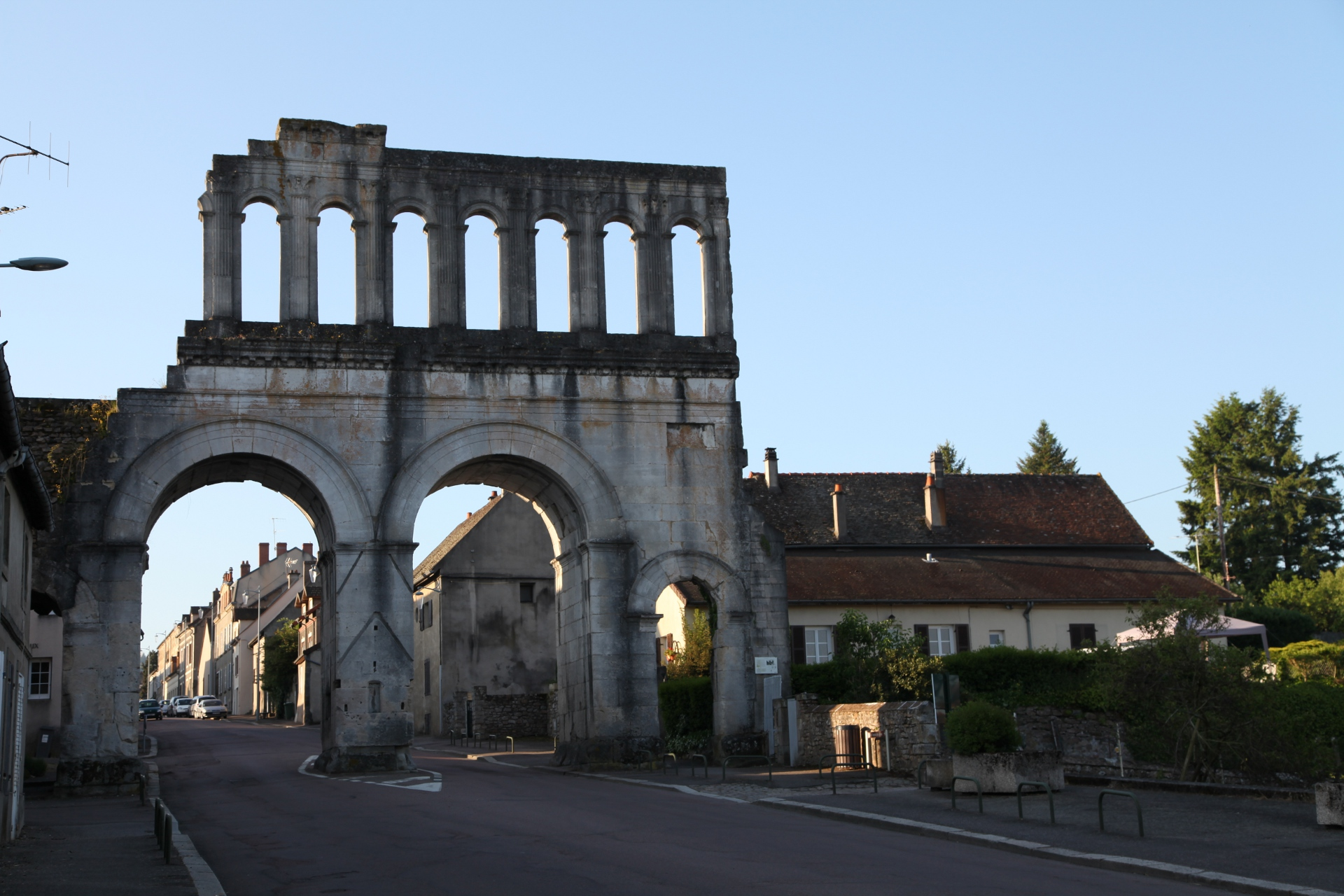
La porte d'Arroux.

C'est sous le règne de l'empereur romain Auguste (-27/14) qu'a été fondée la cité d'Autun : son nom antique, Augustodunum, signifie la forteresse d'Auguste. Auguste avait la volonté de créer une grande cité en Gaule qui montrerait la puissance romaine. Augustodunum fut donc doté de monuments qui font aujourd'hui encore sa renommée.
La ville s’équipe rapidement :
- une enceinte longue d'environ 6 km et enfermant une superficie de 200 ha[18], comportant de nombreuses tours. Elle était percée de quatre portes — dont deux, les portes de Saint-André et d'Arroux, subsistent — aux extrémités des deux rues principales qui se coupaient à angle droit (cardo maximus et decumanus maximus) ;
- un théâtre romain, de 148 mètres de diamètre, pouvant contenir jusqu'à 20 000 personnes, le plus grand en capacité de la partie occidentale de l'Empire romain ;
- un amphithéâtre aujourd'hui disparu, de 154 mètres sur 130, situé à une cinquantaine de mètres du théâtre ;
- le temple gallo-romain dit « de Janus », à l'extérieur des remparts, qui appartient au vaste sanctuaire suburbain de La Genetoye révélé en 1976. Ce temple a été à tort attribué à la divinité romaine Janus et les archéologues ignorent encore quelle divinité y était vénérée. On peut lire sur une plaque explicative installée devant le bâtiment :

« Au nord-ouest de la ville antique, sur la rive droite de l'Arroux, se développait un quartier dont le seul vestige visible, le temple dit « de Janus » souligne la vocation cultuelle. […] La forme particulière de ce temple, dit fanum, est de tradition gauloise quoique sa technique de construction, datable du Ier siècle de notre ère soit romaine. Le nom de Janus lui a été associé à tort au XVIe siècle par l'historien Pierre de Saint-Julien de Balleure qui interprétera ainsi le nom du secteur où il s'élève : La Genetoye. Ce terme désigne en fait un lieu où poussent des genêts. La divinité vénérée ici reste totalement inconnue. […] »

- le théâtre du Haut-du-Verger, à 150 mètres au nord-ouest du temple dit de Janus et dont aucune structure n'émerge à l'air libre, révélé en 1976 par la prospection aérienne de René Goguey à la suite de la grande sécheresse. Il appartient au sanctuaire suburbain de La Genetoye, vaste complexe monumental développé sur environ 45 hectares, au confluent de l'Arroux et du Ternin. Les sondages de 1977 révèlent les murs courbes et rayonnants d'une cavea de forme semI-circulaire édifiée sur les murs d'un important bâtiment antérieur. Avec un diamètre de 117 mètres, il est d'abord attribué à la série des théâtres gallo-romains associés à des temples[19]. Toutefois, certaines dispositions de ses gradins conduisent à exclure le théâtre du Haut-du-Verger du groupe des théâtres romains classiques, du point de vue architectural (note).
- la pyramide de Couhard, qui se dresse à proximité de l'ancienne nécropole dite le « Champ des Urnes », que la tradition donne pour être, entre autres hypothèses, la sépulture du druide éduen Diviciacos, ami de Cicéron et de César, ou encore d'un ancien vergobret. Toutefois, sa destination exacte, tombeau ou cénotaphe a donné lieu à des interrogations[20],[21][source insuffisante].

La création d'Autun attira les populations environnantes et notamment les habitants de Bibracte, l'oppidum éduen, plus difficile d'accès, qui tomba peu à peu dans l'oubli.
Autun fut célèbre pour son école de rhétorique, dont les premiers à avoir apporté les lettres à Trèves furent les panégyristes, professeurs de rhétorique venant des écoles d'Autun, Bordeaux, Rome et de Trèves même. Parmi les discours rédigés de 197 à 312, cinq furent composés à Autun. Déjà en 107 cette école de philosophie et de rhétorique d'Autun attirait des étudiants de tout l'Empire. Un poème de 148 hexamètres fut écrit par un rhéteur de la fameuse école de rhétorique qui fleurissait à Autun à l'époque de Constantin,.
Prise par Julius Sacrovir en l'an 21, Autun fut le foyer de la révolte de Sacrovir menée par ce Gaulois et Julius Florus. Battu par les légions arrivées pour rétablir l'ordre, Julius Sacrovir finit par se suicider dans l'une de ses villas aux environs de la ville. Au IIIe siècle, elle fut assiégée pendant sept mois, prise et détruite par l'usurpateur Victorinus en 270 ; puis rebâtie au siècle suivant par Constantin. En 350, un officier supérieur romain d'origine franque : Magnence est proclamé empereur dans la ville d'Autun. En 356, elle est assiégée par les Alamans puis libérée par Julien qui met en fuite ces derniers la même année.
Début 2010, lors de la construction de logements près de la porte d'Arroux, les travaux ont permis de découvrir un quartier antique ainsi que plus de 100 000 pièces de monnaie en bronze datant du IIIe siècle,,.

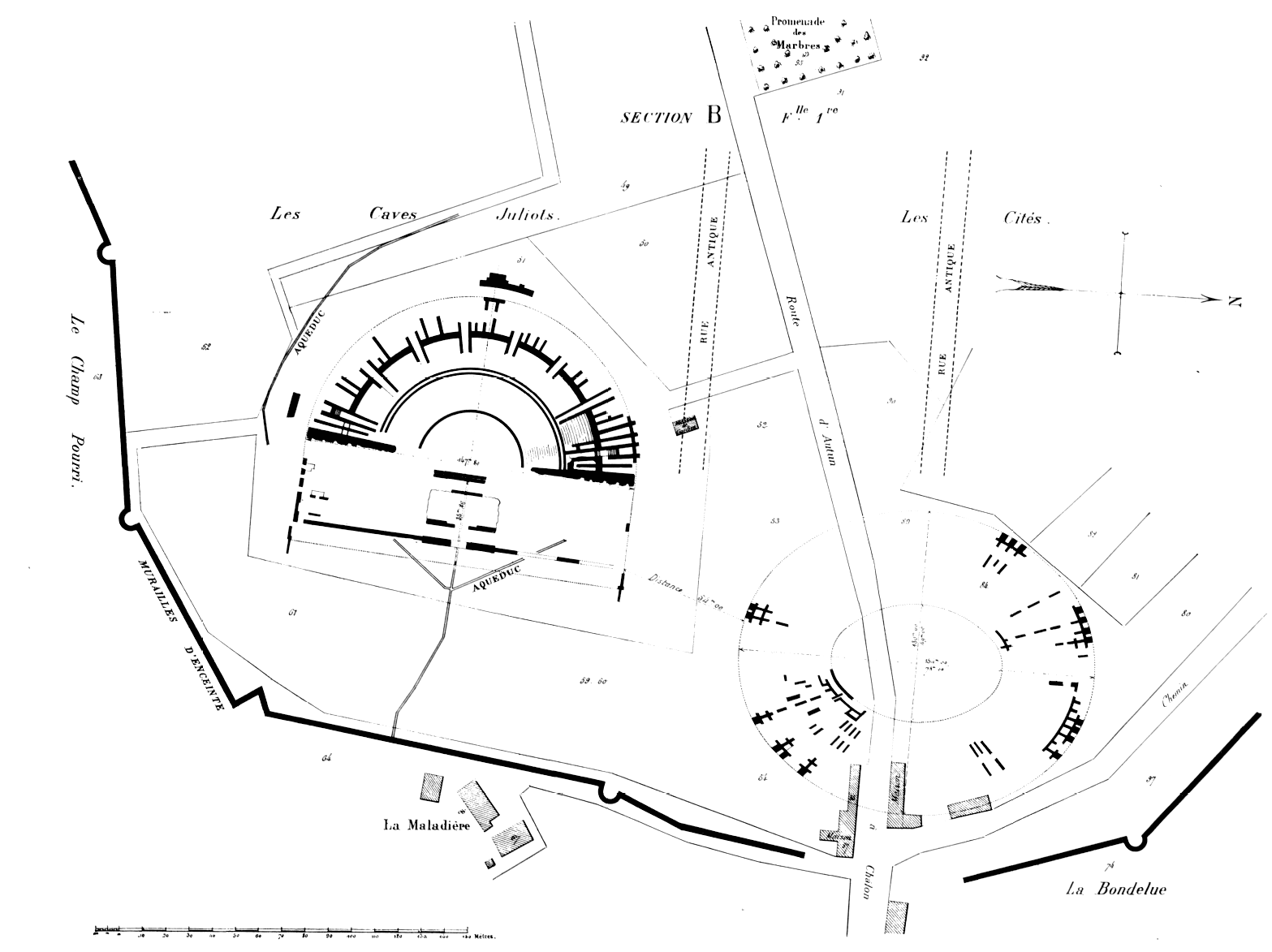
Relevé de fouilles du XIXe siècle sur le théâtre et l'amphithéâtre.
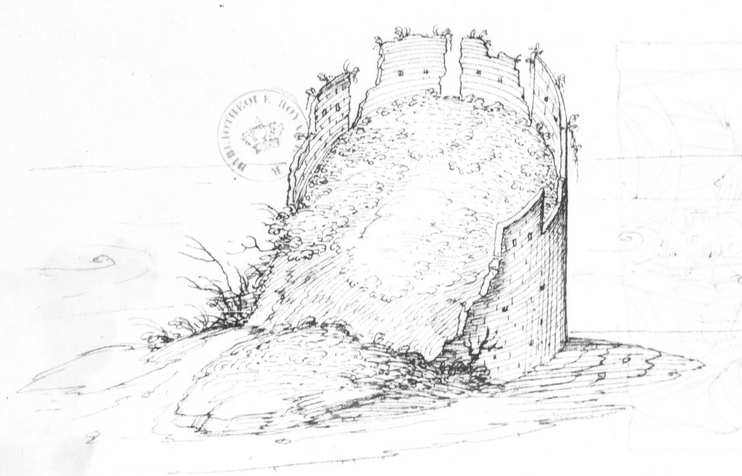
Mausolée disparu au XVIIIe siècle, dit « temple de Pluton » (illustration du XVIe siècle).
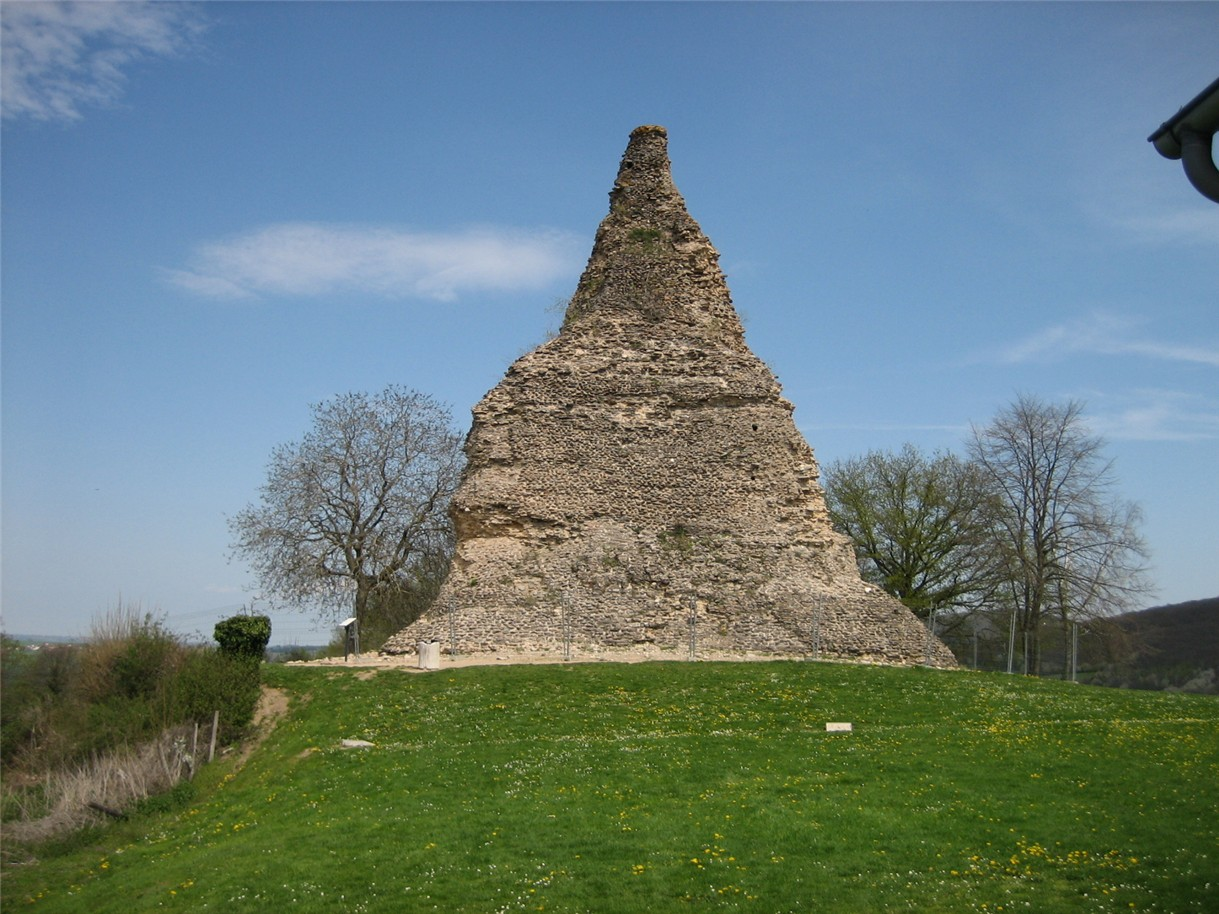
La pyramide de Couhard.
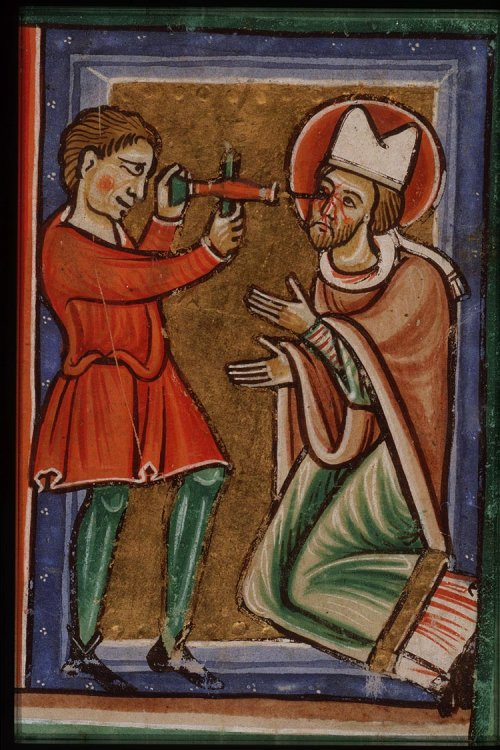
Le martyre de saint Léger.
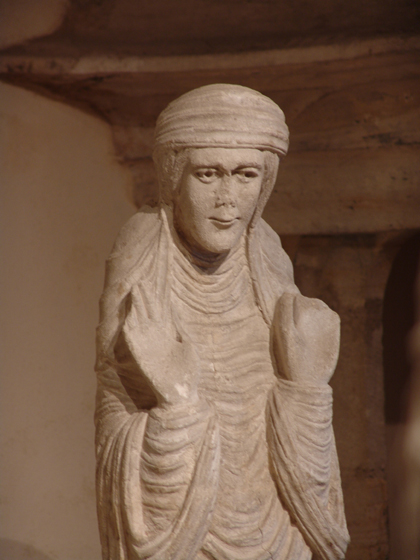
Marie-Madeleine (sculpture provenant de la tombe de saint Lazare dans la cathédrale d'Autun, actuellement au musée Rolin).

### Moyen Âge

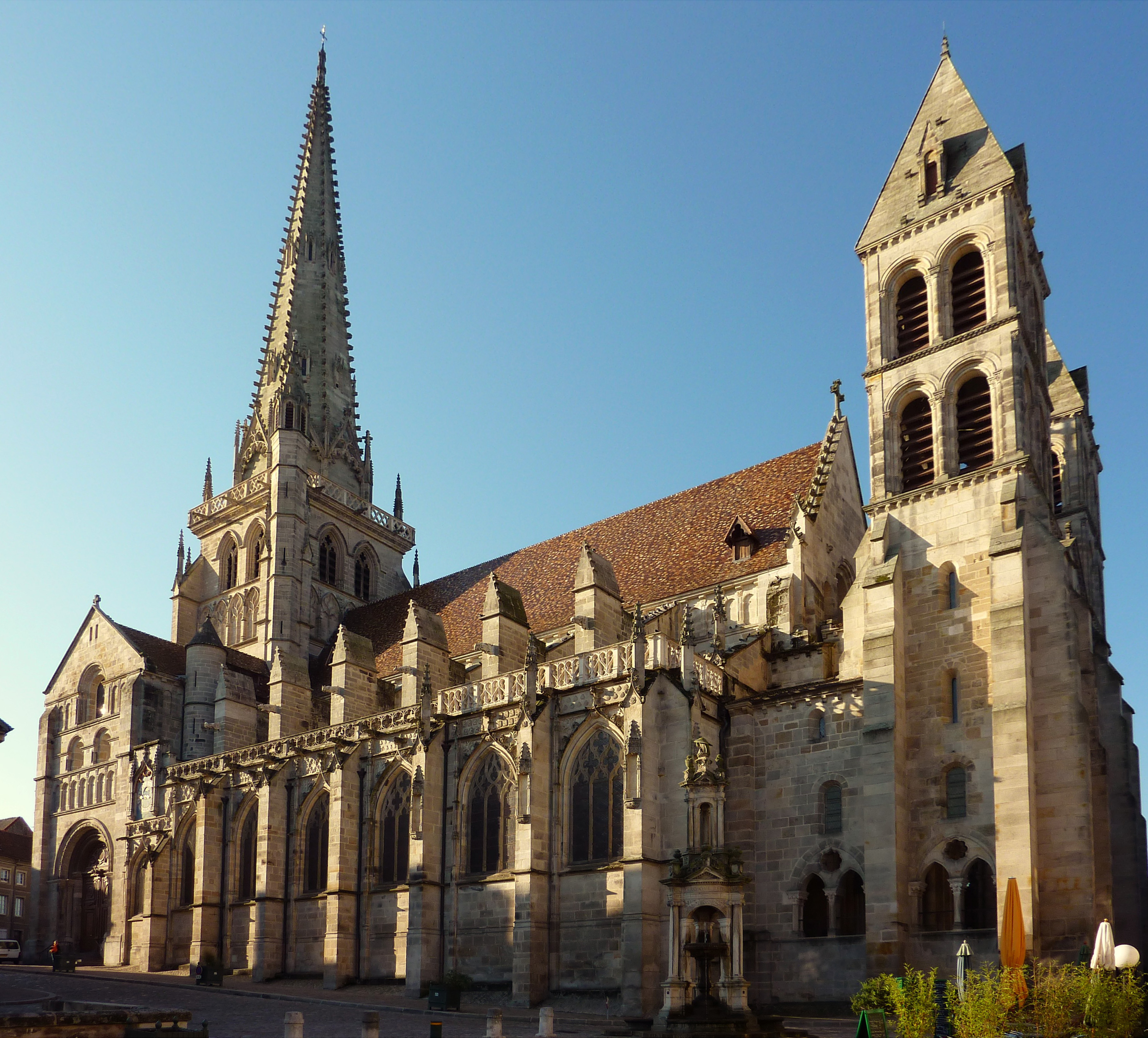
La cathédrale Saint-Lazare.

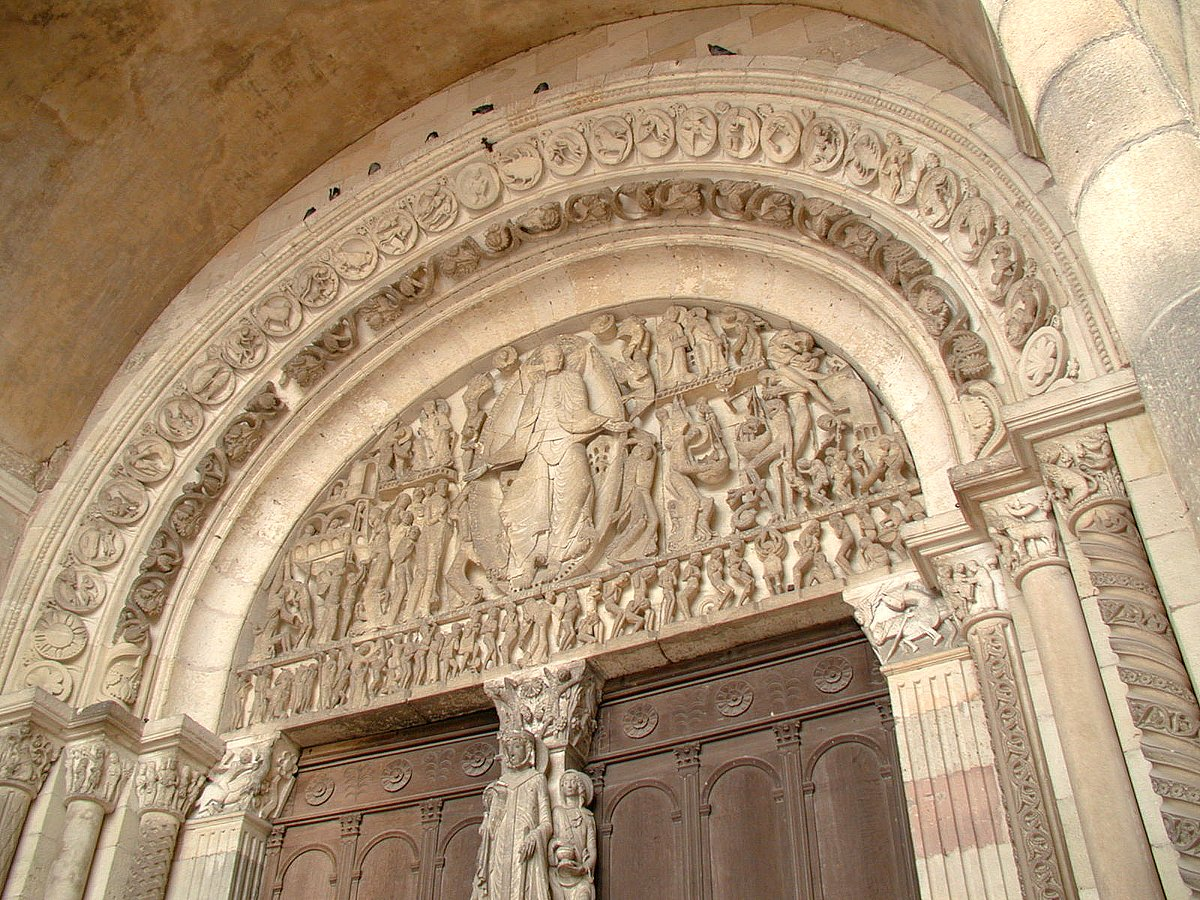
Le tympan de la cathédrale Saint-Lazare, réalisé par Gislebert au XIIe siècle, est une œuvre majeure de l'art roman bourguignon.

Léger (né vers 616- mort en 678), était évêque d'Autun. Il fut torturé à Lucheux (Somme) sur l'ordre du maire du palais Ébroïn, qui le fit ensuite assassiner. Il avait présidé vers 670 le deuxième concile d'Autun (après celui de 599 réuni par l'évêque Syagre).

#### Invasions
La ville est prétendument saccagée par les Sarrasins du général Ambiza le 22 août 725 ou 731 suivant les sources, le chanoine Marilier évoque même un raid "vandale" en 725 puis sarrasin en 731. Ces hypothèses reposent sur des sources faibles, tardives et parfois fantaisistes. Hervé Mouillebouche souligne en 2011 la probabilité d'un raid franc mené par Charles Martel et de ses Leuques en se basant sur les chroniques dites de Frédégaire et diverses sources contemporaines franques et arabes démontrant également l'improbabilité de l'avancée de Sarrasins au delà de Lyon. La date très précise du 22 août est quant à elle liée au culte de saint Symphorien à Autun, liant par la date le sac de la ville et le martyr du saint.
À la suite de ce désastre, quelques années plus tard, en 733, Charles Martel confie à Théodoric Ier (708-755?), petit-fils de Bernarius, fondateur de la lignée des Thierry, comtes d'Autun, dont Thierry II d’Autun (748-804) est frère du célèbre Guillaume de Gellone (751-28 mai 812).
Elle fut à nouveau saccagée par les Normands en 888. Elle devint au Xe siècle le chef-lieu d'un comté dépendant du duché de Bourgogne.

#### Centre religieux
Au Moyen Âge, la ville devient un grand pôle ecclésiastique et un important lieu de pèlerinage, à l'image de sa nouvelle cathédrale en plus de la cathédrale Saint-Nazaire d'Autun. On vient y vénérer les reliques supposées de Lazare d'Aix, non pas celles de saint Lazare de Béthanie, celui de la Bible, mais celles d'un évêque d'Aix-en-Provence du Ve siècle. Le culte de Lazare d'Aix, dit aussi saint Lazare à Autun au XIIe siècle répond certainement à celui de Marie-Madeleine présent à Vézelay. La cathédrale Saint-Lazare (1120), église romane de type clunisien, est célèbre notamment par son tympan, sculpté avec beaucoup de détails représentant le jugement dernier et signé de l'artiste Gislebert. Ce portail magistral doit aux chanoines d'Autun sa préservation exceptionnelle, malgré les destructions d'œuvres médiévales commises au XVIIIe siècle.
Les causes d'appel de la cour du duc de Bourgogne, reconnaissent que l'abbaye de Saint-Martin d'Autun, possède d'ancienneté, la haute, moyenne et basse justice sur la terre de Chanchauvain, aujourd'hui Champ-Chanoux, et qui a appartenu aussi au prieuré de Chanchanoux, au finage de Saint-Eugène.
C'est le 13 juillet 1463, que les habitants de Saint-Martin et de Saint-Pantaléon reçoivent leurs lettres d'affranchissement de l'abbé de l'abbaye Saint-Martin d'Autun.

### Temps modernes

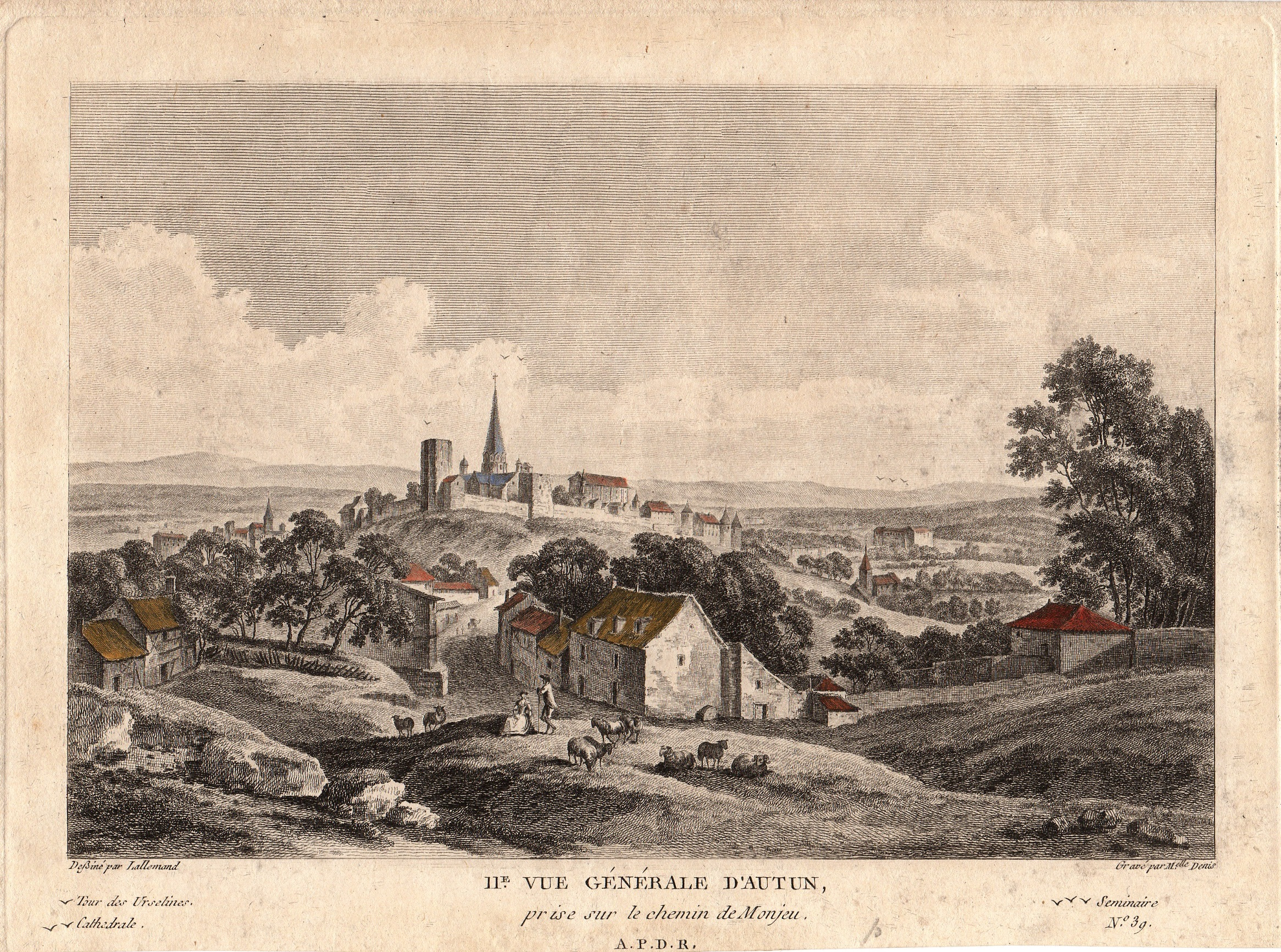
Vue générale d'Autun prise sur le chemin de Monjeu, dessinée par Jean-Baptiste Lallemand (1716-1803).

L'enclavement géographique de la cité, la concurrence croissante de Dijon, de Chalon-sur-Saône et plus tard du Creusot contribuent à son déclin depuis le XVe siècle.
En 1788, Talleyrand devient évêque d'Autun. Il est élu député du clergé pour les états généraux (France) de 1789.

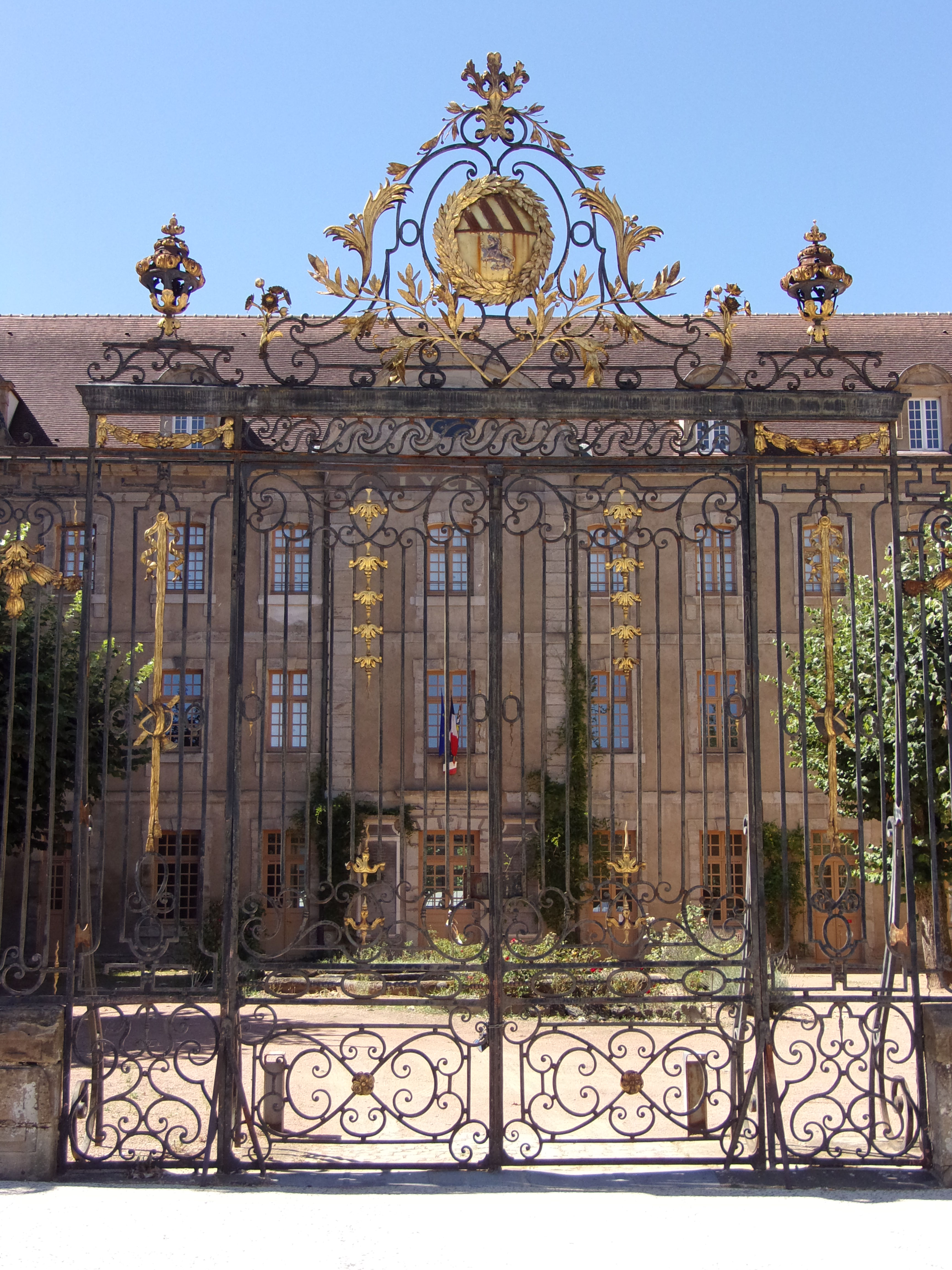
Grilles en fer forgé du lycée Bonaparte.

En 1790, Autun est retenue pour être le chef-lieu de l'un des sept districts du tout nouveau département de Saône-et-Loire.
Au cours de la période révolutionnaire de la Convention nationale (1792-1795), la commune porta provisoirement le nom de Bibracte.
Le lycée du XVIIe siècle tient une place importante dans l'histoire de la ville et même de la France puisque Napoléon Bonaparte, qui lui a donné son nom actuel, ainsi que ses frères Joseph et Lucien y ont fait leurs études. Ce lycée continue de fonctionner de nos jours. On peut y admirer les grilles en fer forgé érigées en 1772, les matières enseignées dans ce lieu y sont indiquées par divers représentations d'objets le long du haut de ces grilles.
L'ancien hôtel du marquis de Fussey situé rue de l'Arquebuse, construit en 1782, devient le siège de la sous-préfecture en 1820. Pendant la guerre franco-prussienne, Garibaldi en fait son quartier général fin 1870 et début 1871.
À la Révolution, Autun absorbe les communes voisines de Fragny (déjà fusionnée avec celle de Montromble) et de Saint-Symphorien-lès-Autun.

### Époque contemporaine

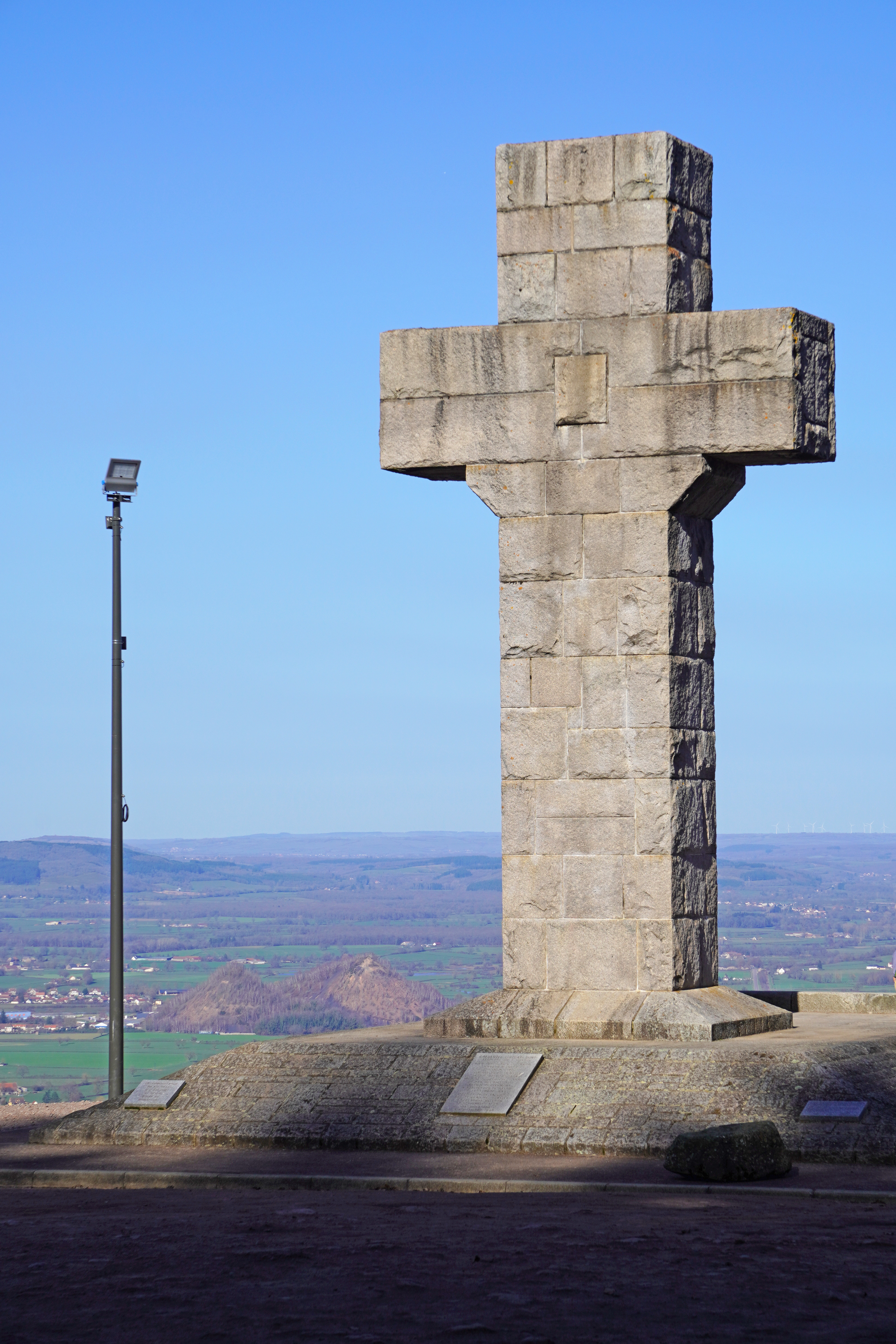
Croix de la Libération sur les hauteurs d'Autun.

#### Guerre de 1870
Le 27 novembre 1870, au matin, l’armée des Vosges battant en retraite sur Autun, était poursuivie par la 3e brigade badoise commandée par le général Keller.
Le 30 novembre, le général Garibaldi commandant en chef de l'armée des Vosges arrivait à Autun et organisait la défense de la ville. Les 2e et 3e batteries de campagne des mobiles de la Charente et la batterie de montagne étaient en position sur l’esplanade du petit séminaire, point le plus élevé de la ville. Deux pièces d'artilleries en bronze des mobiles de Saône-et-Loire étaient en position à Auxy.
Les Allemands atteignirent Autun le 1er décembre en fin de matinée. Leur artillerie entrèrent en action vers midi. L’artillerie française lui répondit fermement. L’artillerie allemande concentra alors ses feux sur le petit séminaire. Malgré de nombreuses pertes, les batteries françaises continuèrent à tirer stoppant l'attaque prussienne. L'ennemi tenta alors de contourner les défenses françaises par la forêt de Planoise. Pour contrer ce mouvement, les troupes de réserve françaises, renforcées par deux sections de la batterie de montagne se déplacèrent en bordure de la forêt. L'ennemi, surpris par la résistance des Français, se replia vers le bois de Vesvres puis fit retraite sur Dijon.
Les artilleurs français payèrent un lourd tribut pour la défense d'Autun : 53 tués ou blessés sur les 120 engagés dans le combat.

#### Le tacot du Morvan
Au début du XXe siècle, la commune était desservie par une des lignes du tacot du Morvan : le chemin de fer d'Autun à Château-Chinon.
Sa gare terminus était située aux côtés de la gare de la liaison PLM. Ce terminus marquait le départ du calcul des points kilométriques de la ligne ; la gare était donc située au PK 0.
Après avoir traversé un pont métallique (dont il ne subsiste de nos jours que la pile de la rive droite) au-dessus de l'Arroux, la ligne disposait de deux haltes facultatives au carrefour de la Folie (appelé carrefour de la Légion aujourd'hui) et au hameau les Moreaux.
Le trafic voyageurs fut stoppé le 31 juillet 1931, remplacé par un service d'autocars. La ligne, fermée définitivement en 1936, fut démontée entièrement en 1939.
L'extraction du schiste dans la région d'Autun commence en 1824 à Igornay. De l'huile de schiste est produite dès 1837 pour l'éclairage public et les installations sont améliorées en permanence pour diversifier la production. La mine des Télots est la plus importante, elle est notamment équipée d'une raffinerie en 1936 et emploie plusieurs centaines d'ouvriers qui produisent du carburant pour automobile. Cette mine est la dernière à fermer en 1957. La production totale du gisement est estimée à 13 millions de tonnes.

#### La Seconde Guerre mondiale
Au cours de la Seconde Guerre mondiale, Autun est libérée le 9 septembre 1944 par les troupes françaises débarquées en Provence (le 2e régiment de dragons du colonel Demetz), les groupes armés FFI (corps franc Pommiès) et FTP (régiment Valmy).

### Depuis la Libération
Le 11 février 1992, la ville d'Autun reçoit le label Ville d'art et d'histoire.
Lors des Jeux olympiques d'hiver de 1992 d'Albertville, en Savoie, la flamme olympique passe par Autun.

### Tendances politiques et résultats

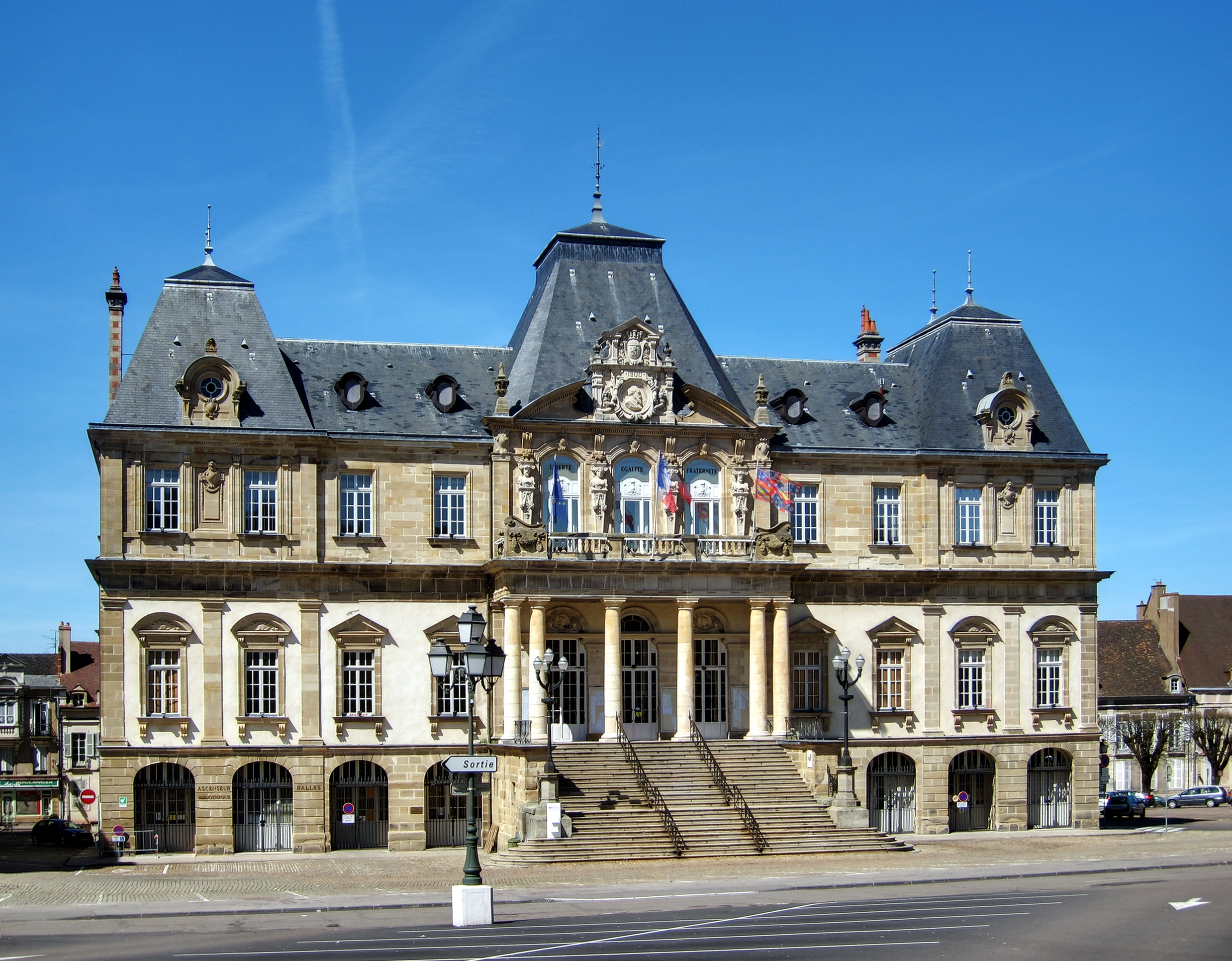
Hôtel de ville d'Autun (1900).

## Politique et administration

### Liste des maires
Autun est le siège de la communauté de communes du Grand Autunois Morvan, composée de 55 communes.
La commune de Saint-Pantaléon, qui avait été créée en 1792 par regroupement de trois paroisses (Saint-Pierre, Saint-Martin et Saint-Symphorien, rassemblées sous le nom révolutionnaire Les Communes réunies), associée depuis le 15 juillet 1973, est devenue un simple quartier d'Autun lors de sa fusion effective le 1er janvier 2013,.

### Jumelages
| Autun Ingelheim am Rhein Stevenage Arévalo |

Autun figure parmi les quinze premières communes de Saône-et-Loire à avoir établi puis officialisé des liens d'amitié avec une localité étrangère.
En 2020, la ville est jumelée avec :
- Ingelheim am Rhein (Allemagne) depuis le 19 mai 1963 ;
- Stevenage (Royaume-Uni) depuis le 29 avril 1975 ;
- Kawagoe (Japon) depuis le 18 octobre 2002 ;
- Arévalo (Espagne) depuis 2005 ;
- District de Chenghua (Chine) depuis le 17 octobre 2018[45] ;

## Population et société

### Démographie
La population est de 2 000 habitants (soit environ 400 feux) à la fin du XVe siècle.
L'évolution du nombre d'habitants est connue à travers les recensements de la population effectués dans la commune depuis 1793. Pour les communes de plus de 10 000 habitants les recensements ont lieu chaque année à la suite d'une enquête par sondage auprès d'un échantillon d'adresses représentant 8 % de leurs logements, contrairement aux autres communes qui ont un recensement réel tous les cinq ans,.

En 2022, la commune comptait 13 144 habitants, en évolution de −2,87 % par rapport à 2016 (Saône-et-Loire : −1,06 %, France hors Mayotte : +2,11 %).
| 1793  | 1800  | 1806  | 1821  | 1831  | 1836   | 1841   | 1846   | 1851   |
| ----- | ----- | ----- | ----- | ----- | ------ | ------ | ------ | ------ |
| 7 792 | 9 176 | 9 400 | 9 744 | 9 936 | 10 435 | 11 164 | 11 637 | 11 997 |

| 1856   | 1861   | 1866   | 1872   | 1876   | 1881   | 1886   | 1891   | 1896   |
| ------ | ------ | ------ | ------ | ------ | ------ | ------ | ------ | ------ |
| 11 156 | 11 897 | 12 389 | 11 684 | 12 889 | 14 049 | 14 895 | 15 187 | 15 543 |

| 1901   | 1906   | 1911   | 1921   | 1926   | 1931   | 1936   | 1946   | 1954   |
| ------ | ------ | ------ | ------ | ------ | ------ | ------ | ------ | ------ |
| 15 764 | 15 479 | 15 498 | 13 856 | 14 119 | 14 045 | 14 863 | 14 438 | 14 399 |

| 1962   | 1968   | 1975   | 1982   | 1990   | 1999   | 2006   | 2011   | 2016   |
| ------ | ------ | ------ | ------ | ------ | ------ | ------ | ------ | ------ |
| 15 305 | 18 398 | 21 556 | 20 587 | 17 906 | 16 419 | 14 806 | 14 426 | 13 532 |

| 2021   | 2022   | - | - | - | - | - | - | - |
| ------ | ------ | - | - | - | - | - | - | - |
| 13 145 | 13 144 | - | - | - | - | - | - | - |

### Manifestations culturelles et festivités
- Fête du livre en avril ;
- La Foire du 1er mars et du 1er septembre, où tout le centre-ville devient zone piétonne avec de nombreux stands. Une fête foraine s'installe pendant quinze jours ;
- Le spectacle historique son et lumières « Augustodunum », né en 1985[50], au théâtre romain (chaque début août), proposé par l'Association du spectacle historique d'Autun (ASHA)[51],[52] ;
- Les Journées Romaines l'association Human-Hist Légion VIII Augusta) ;
- "Autun, Capitale des Langues Anciennes"
- Le rallye automobile de la Châtaigne - Autun Sud-Morvan ;
- Les étoiles du Morvan, tournoi de pétanque international
- AE3, événement national de basket 3x3
- Visites guidées à thèmes (cathédrale, musée Rolin, théâtre romain, musée lapidaire, au fil de l'eau, les remparts antiques, quartier Marchaux, lycée militaire) ;
- Biennale internationale d'arts sacrés contemporains depuis 2017, avec la participation d'artistes de renommée nationale et internationale de douze pays. Visite de sept chapelles dont cinq privées. Huit lieux d'expositions[53].

### Sports

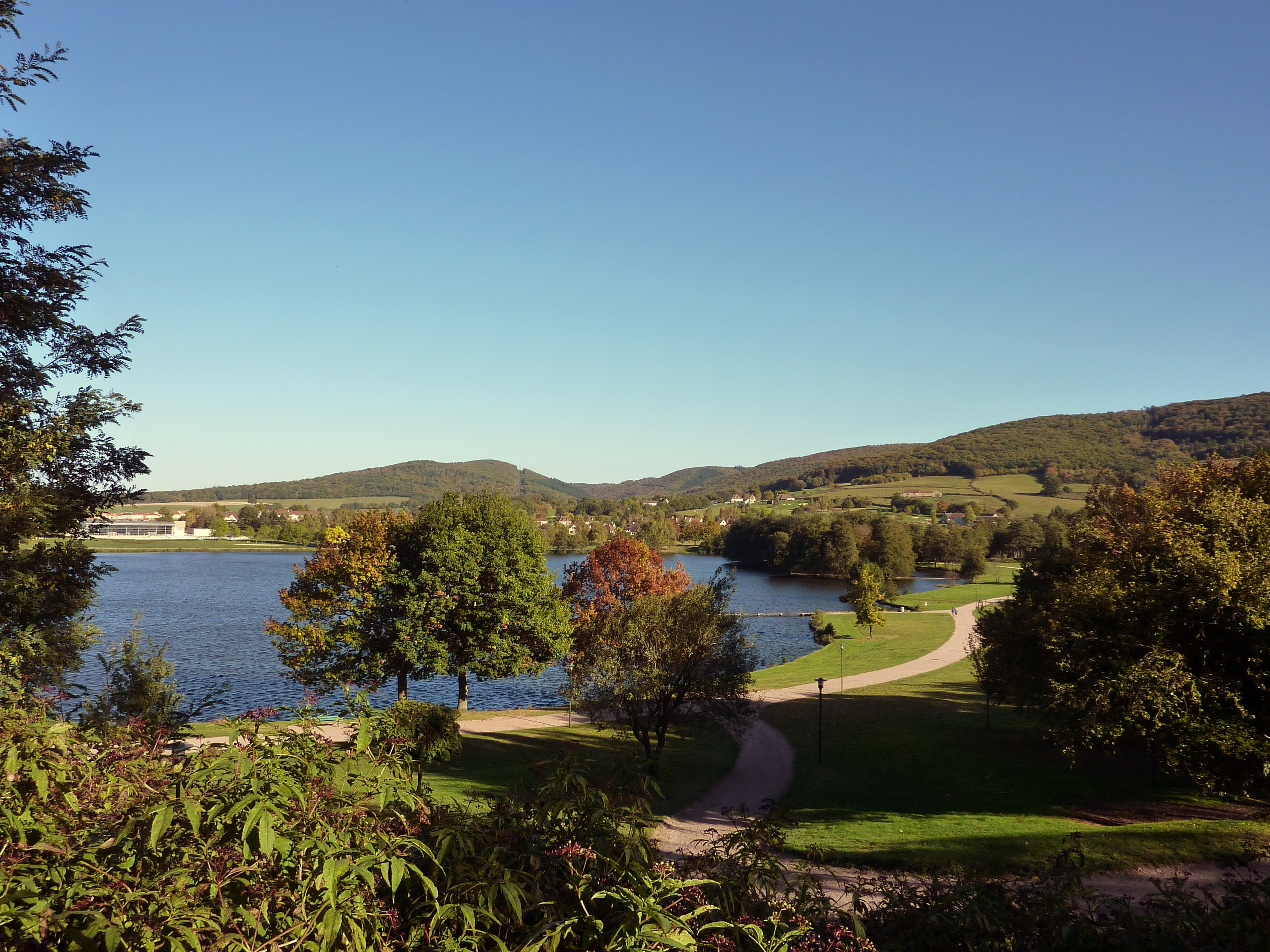
Le plan d'eau du Vallon ; à gauche, le centre nautique.

Quelques clubs et évènements phares de la ville :
- athlétisme : Stade athlétique autunois ; Autun Running ;
- tennis : 150 licenciés dont deux terrains intérieurs en terre battue. Unique dans la région ;
- basket : le CS Autun Basket évolue en PréNationale et joue dans la salle de l'Arquebuse. Ce club a évolué plusieurs saisons en Nationale 1 (3e division) dans le début et milieu dans années 2000 ;
- rugby : l'AS Autunoise évolue en promotion d'honneur et joue au stade Saint-Roch ;
- football : Sporting Club Autun
- handball : O.C. Autun ;

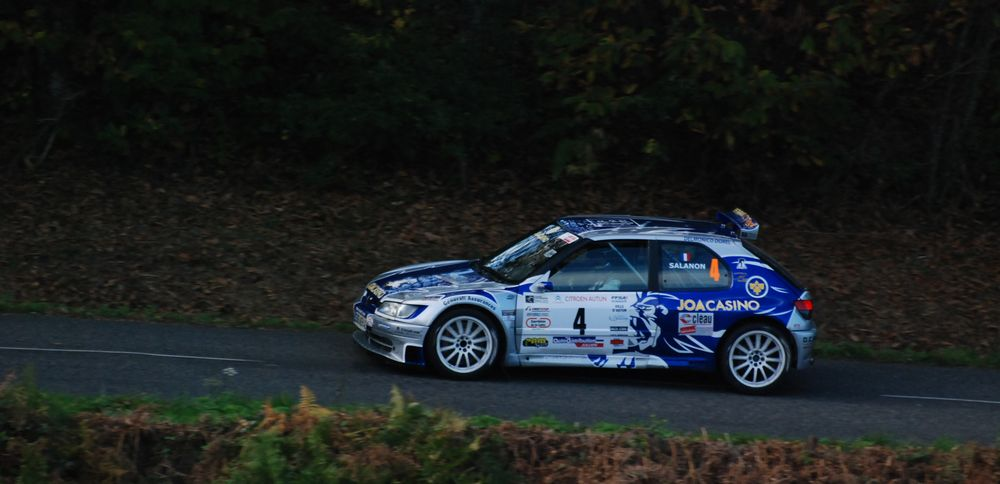
David Salanon et Jérôme Degout, vainqueurs lors de la Finale de la Coupe de France des rallyes organisée en 2011 à Autun.

- rallye automobile : depuis 1966, l'ASA (Association sportive automobile) du Morvan organise chaque année le Rallye d'Autun - Sud Morvan (anciennement Rallye de la Châtaigne). En 2011, la finale de la Coupe de France des rallyes a eu lieu à Autun ;
- natation : Club nautique autunois ;
- société de tir autunoise (à Saint-Forgeot) : de nombreux titres en armes anciennes ;
- golf d'Autun ;
- escalade : le site de la cascade de Brisecou accueille un espace orienté vers la découverte, l'initiation et la pratique familiale de l'escalade ;
- sports de pleine nature : course d'orientation, escalade, kayak, VTT avec l'Association des sports de pleine nature (ASPEN) ;
- triathlon : Autun triathlon : équipe élite féminine 1re division et équipe élite masculine 2e division évoluent en Grand Prix de triathlon ;
- escrime : le Cercle d'Escrime Autunois (pratique de l'épée et fleuret).

### Enseignement

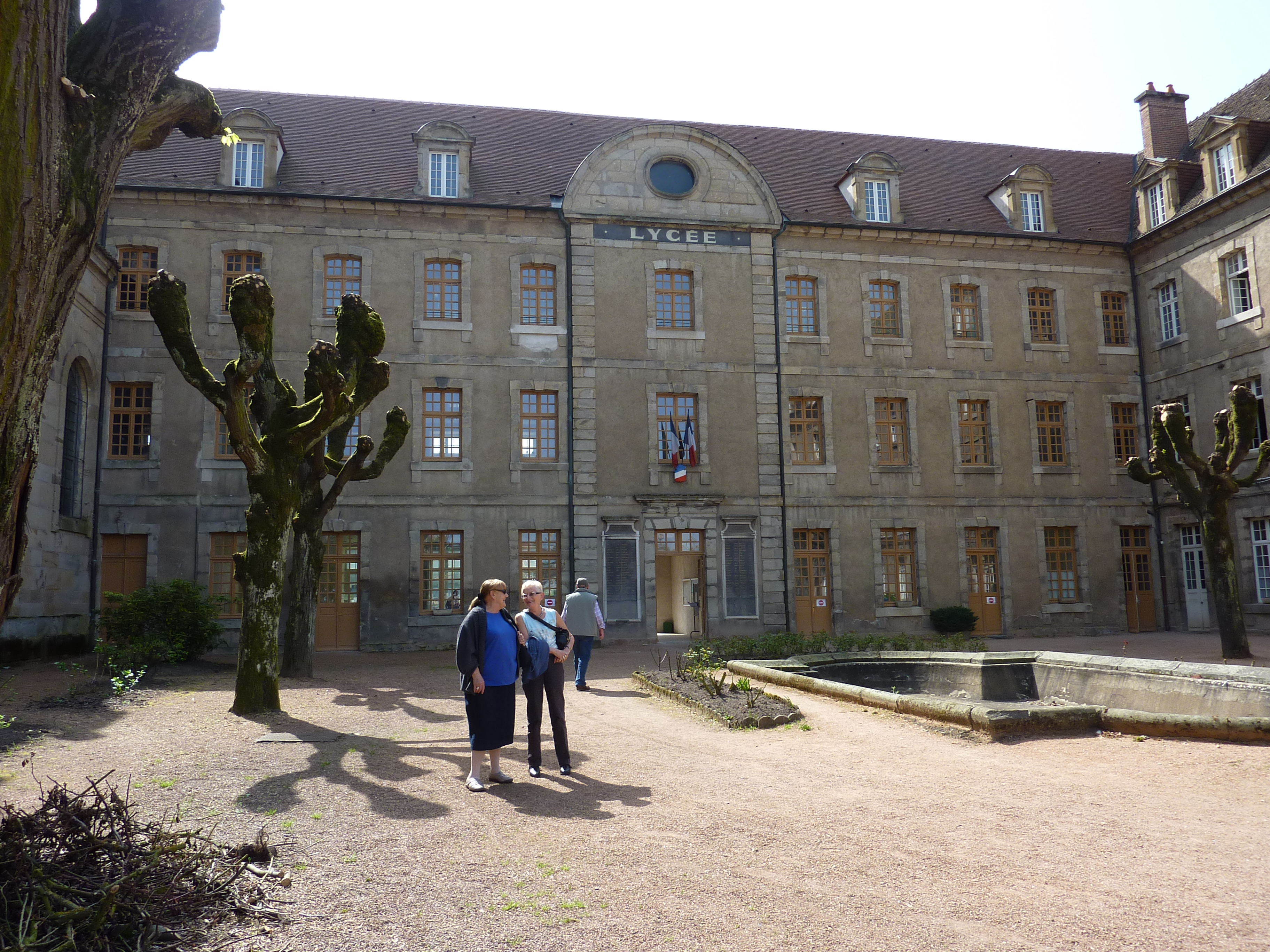
Le lycée Bonaparte d'Autun. La cour.

#### Écoles
- Hauts-Quartiers Bouteiller ;
- Clos Jovet ;
- Parc ;
- Monrose ;
- Victor Hugo ;
- Saint-Sacrement (catholique) avec maîtrise accueillant également les Petits Chanteurs à la Croix de Bois depuis la rentrée de septembre 2014[54].

#### Collèges
- Collège La Châtaigneraie ;
- Collège Du Vallon ;
- Collège Saint-Sacrement (catholique) accueillant également les Petits Chanteurs à la Croix de Bois depuis la rentrée de septembre 2014[54] ;
- Collège Changarnier (militaire).

#### Lycées
- Lycée Bonaparte Pôle Général ;

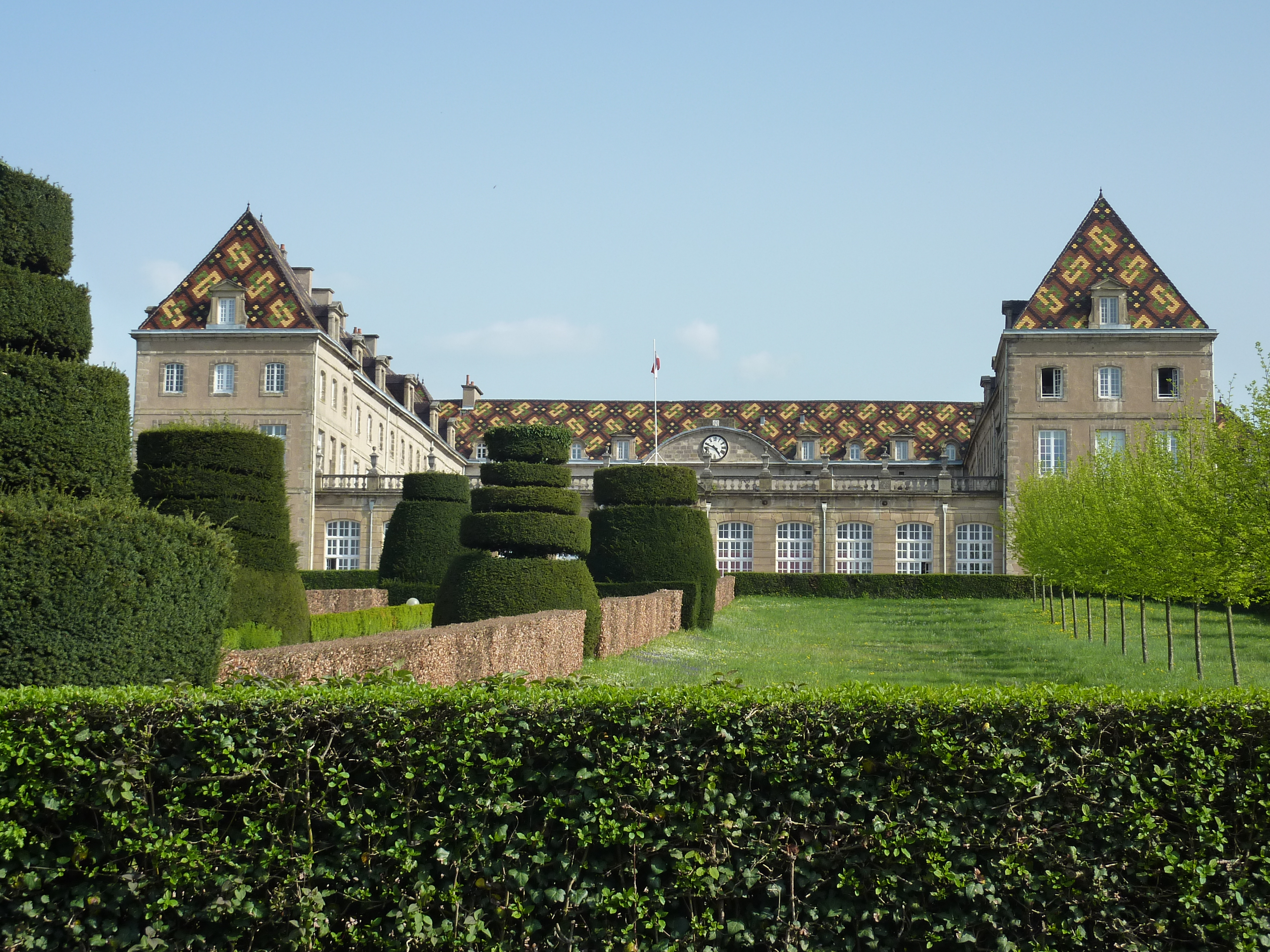
Le lycée militaire d'Autun (« Enfants de troupe » par le passé) ; toit type bourguignon aux tuiles vernissées.

- Lycée Bonaparte Pôle Technologique et Professionnel ;
- Lycée Saint-Lazare (catholique) ;
- Lycée militaire d'Autun.

### Cultes

#### Catholique
- Cathédrale Saint-Lazare, parvis Chanoine-Denis-Grivot ;
- Église Notre-Dame, construite en 1757, ancienne chapelle jésuite du lycée Bonaparte (alors collège de jésuites) rue du Lycée-Bonaparte (Champ de Mars)[55] ;
- Église Saint-Jean, avenue de la République ;
- Église de Saint-Pantaléon, 1 rue Chalet Bleu à Saint-Pantaléon, patronage à l'abbé de l'abbaye Saint-Martin d'Autun, bénéfice assigné par l'abbé Guillaume de Fontangy pour son anniversaire en 1295[56] ;
- Église Saint-Symphorien de Saint-Pantaléon, avenue de la République ;
- Église du Sacré-Cœur de Fragny, route de la Forêt de Planoise ;
- Église Saint-Léger de Couhard, rue de la Cascade.

#### Musulman
- Association culturelle franco-turque d'Autun, rue du 8-Novembre Saint-Jean[57] ;
- Association culturelle musulmane d'Autun, rue du Faubourg-Saint-Andoche.

#### Protestant
- Chapelle Saint-André, temple de l'église réformée 11 rue Gaillon, (accolée à la porte Saint-André).
- Église évangélique, 9 Grande-Rue-Marchaux.

#### Millénariste
- Salle du royaume des témoins de Jéhovah, 21 route d'Arnay.

#### Bouddhiste
- Temple des mille Bouddhas, au domaine du château de Plaige sur la commune de La Boulaye.

## Économie
Le sous-sol riche en charbon et surtout en huile minérale n'est pas étranger à l'essor de la ville. La seconde était extraite depuis l'époque romaine des schistes bitumineux autuniens. À l'époque romaine, les schistes furent utilisés comme roches décoratives (le schiste dont on extrait l'huile minérale étant solide à l'état natif). Leur exploitation industrielle entamée en 1824, a fourni dès 1837 une « huile de schiste » destinée à l'éclairage. L'extraction a continué tant bien que mal jusqu'en 1957 malgré la concurrence croissante du pétrole. Seuls les deux terrils des Télots et quelques bâtiments en ruine témoignent de ce passé minier.
Le patrimoine historique, culturel, naturel ainsi que la proximité du cœur du parc naturel régional du Morvan dont Autun est la principale ville, constituent des axes forts de rayonnement.
La ville d'Autun profite également de la présence de trois sites de production Dim (fabrication d'articles chaussant à mailles, centre logistique) qui représentent 1 379 emplois. Autun est devenue le berceau de la marque Dim en 1956 et Tolix. La société les Câbles de Lyon, devenue par la suite Alcatel Câble puis Nexans, est aussi un point fort économique pour la ville : deuxième pourvoyeur d'emplois de la ville, le site Nexans d'Autun emploie 230 salariés en 2023 pour une production d'un million de kilomètres de câbles par an.
Par sa proximité avec le Morvan, Autun est aussi une ville de l'industrie du bois. La présence de forêts privées et publiques (bureau de l'ONF d'Autun) a facilité le développement de corps de métiers et d'entreprises liés à cette industrie. Autun possède une chaufferie utilisant la biomasse environnante, construite par la firme Dalkia en 1999.

## Culture locale et patrimoine
Autun est classée Ville d'Art et d'Histoire et dispose d'un large secteur sauvegardé.

### Lieux et monuments

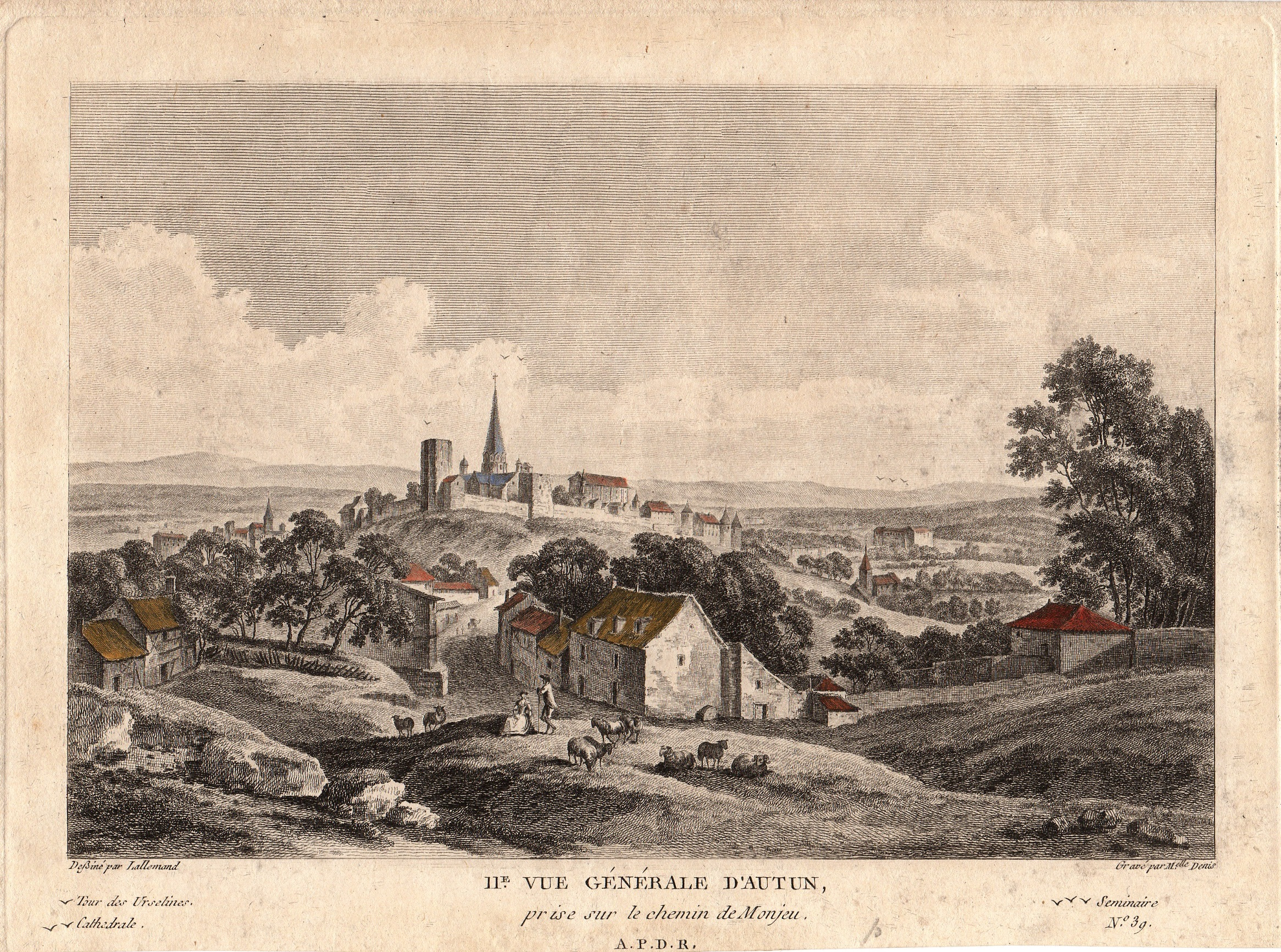
« Vue générale d'Autun prise sur le chemin de Monjeu » (Jean-Baptiste Lallemand, vers 1780).

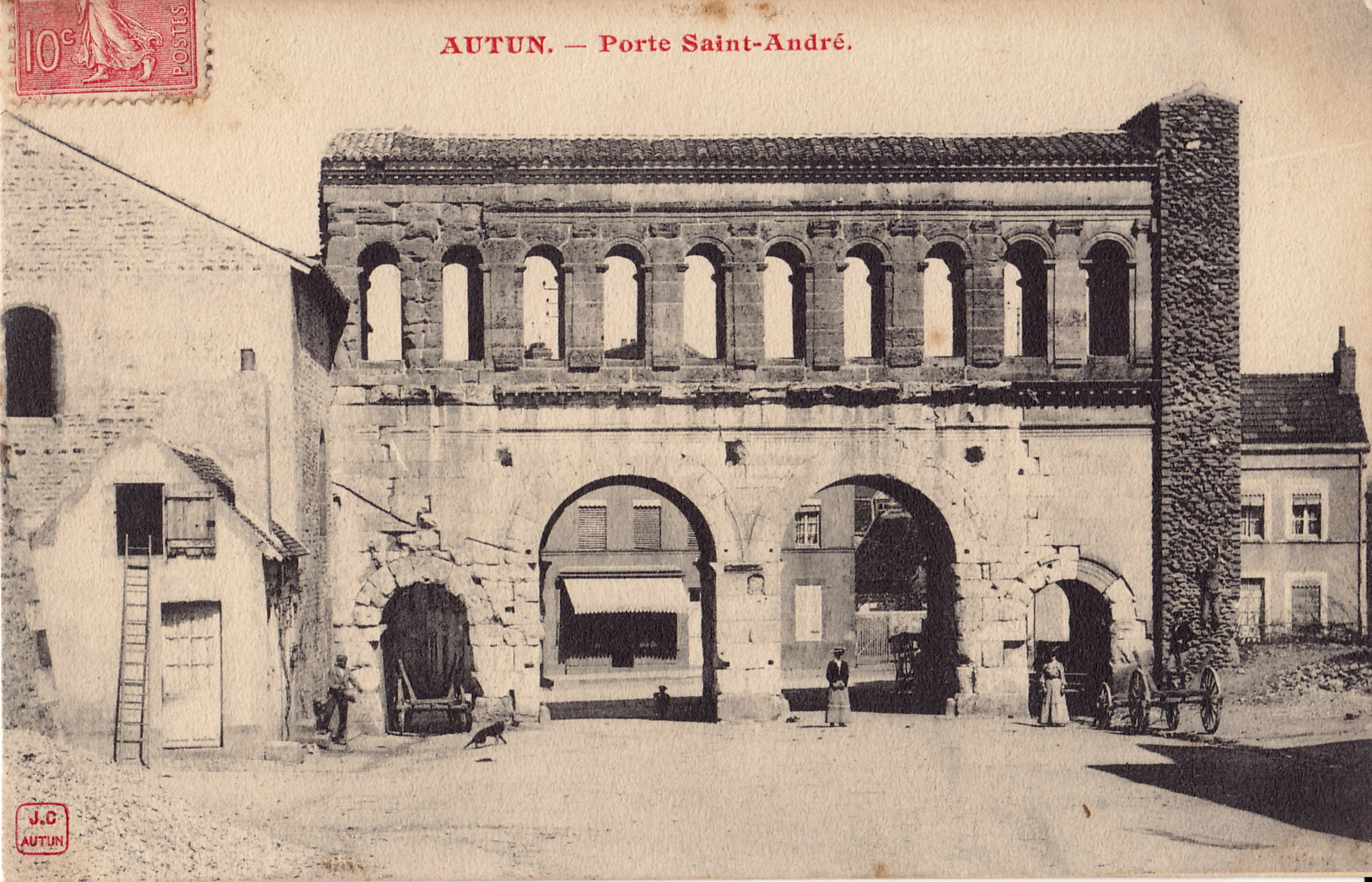
La porte Saint-André, vue au début du XXe siècle.

Autun, au cœur de la Bourgogne, a gardé un certain charme et possède de nombreux monuments.

#### Monuments gallo-romains
- Porte Saint-André
- Porte d'Arroux
- Théâtre romain d'Autun, où est interprété le spectacle d'Augustodunum tous les étés ;
- Temple de Janus
- Pyramide de Couhard, monument funéraire antique de forme pyramidale, porteur de légendes ;

#### La cathédrale Saint-Lazare
D'époque romane, connue pour ses sculptures, en particulier, celles du tympan.

#### Autres monuments

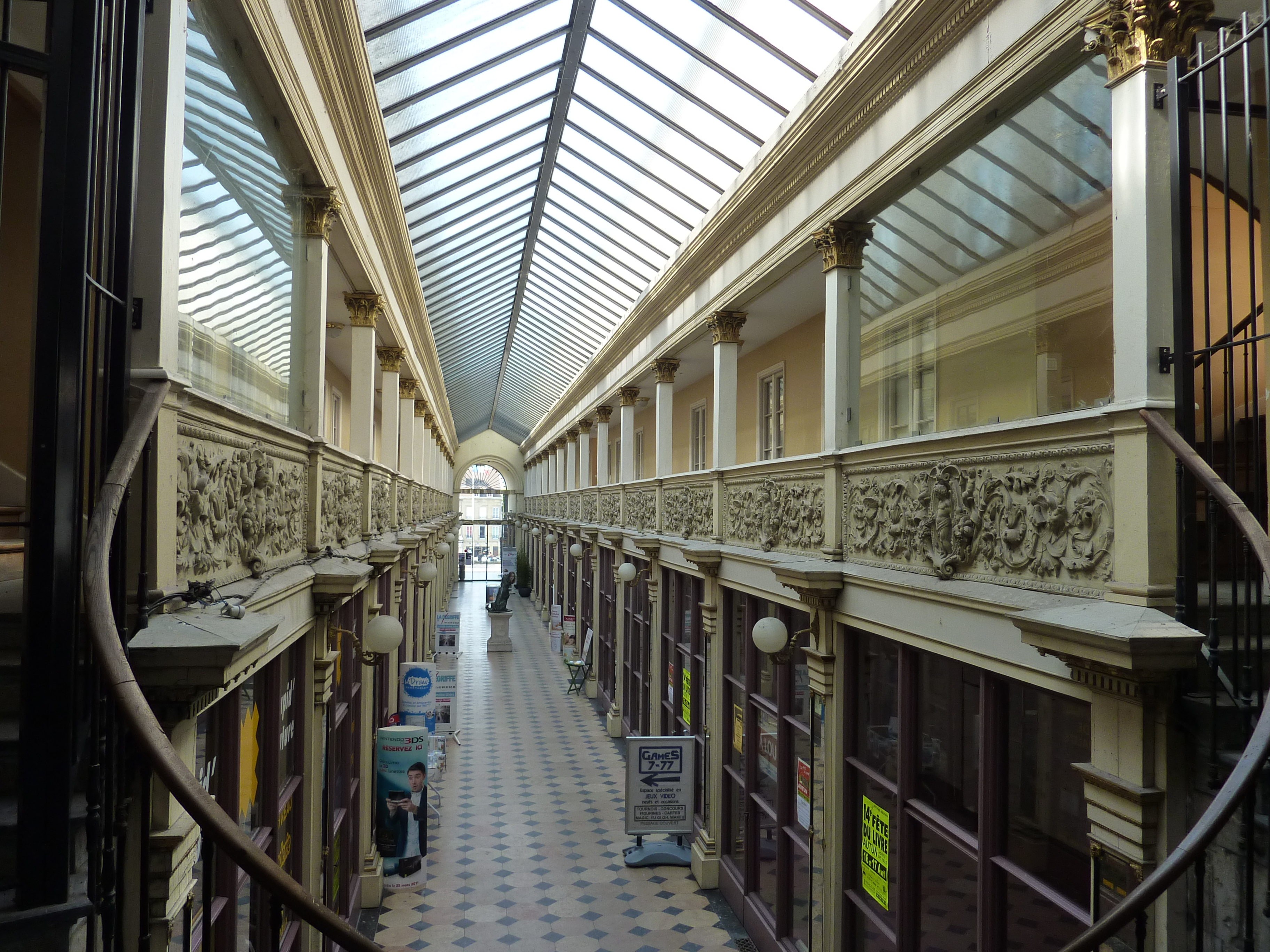
Le passage couvert de la Halle (XIXe siècle, style néo-Renaissance).

- L'alignement mégalithique du Camp de la Justice. Une trentaine de mégalithes sont découverts en 1882, cinq subsistent aujourd'hui[60].
- Les remparts romains qui ceinturent la vieille ville ;
- La tour des Ursulines est une tour octogonale située sur les hauteurs de la ville. La tour, entourée des remparts romains, est surmontée d'une statue de la Sainte-Vierge haute de 3 m, datant de 1862, également classée. Elle est la propriété depuis 1997 du restaurateur d'art et peintre japonais Hisao Takahashi. Le premier week-end de mai, on peut voir des carpes de tissus de la cérémonie de kodomo no hi flotter au vent. Il est possible de grimper au sommet en été seulement ;
- La place du Champ-de-Mars, qui est le cœur de la ville où se greffent les deux rues piétonnes (rue aux Cordiers et rue Saint-Saulge), l'hôtel de ville et le théâtre à l'italienne de la ville de la ville, inauguré en 1884. Le marché s'y tient le mercredi et le vendredi ;
- Le lycée militaire d'Autun, aux belles tuiles vernissées. Ancien grand séminaire construit au XVIIe siècle, il comprend maintenant depuis 1884 une école militaire préparatoire, puis un collège et enfin, depuis 1981, un lycée militaire. Il accueille des élèves originaires de toutes les régions françaises, dont les parents sont au service de l'État. Les deux quartiers abritent les élèves de la 6e aux classes préparatoires. La construction de nouveaux bâtiments a récemment permis la découverte de vestiges romains importants ;
- Le passage Balthus, ex-passage couvert de la Halle : anciennes halles édifiées de 1742 à 1746, sur des plans de l'architecte François Franque, transformées en passage couvert en 1848 par l'architecte Palluet. Du XVIIIe siècle, il subsiste la façade rue du Général-Demetz, tandis que les boutiques et les galeries qui les surmontent datent du XIXe siècle, mais sont d'inspiration néo-Renaissance[61] ;
- La tour de Marchaux (dite aussi « tour de l'Horloge »)[62] ;
- L'hôtel de Clugny, hôtel particulier qui doit son nom à la riche famille qui en a été propriétaire à partir du XIVe siècle (hôtel inscrit au titre des Monuments historiques en 2023) ;
- L'ancienne prison circulaire, construite en 1854, fermée en 1955 101 ans, fut l’une des premières prisons françaises à adopter le mode de détention cellulaire[63], le panoptique. Désaffectée depuis 1955, elle est maintenant protégée par les monuments historiques et notamment remarquable pour son plan circulaire ;
- Le lycée Bonaparte, place du Champ-de-Mars ;

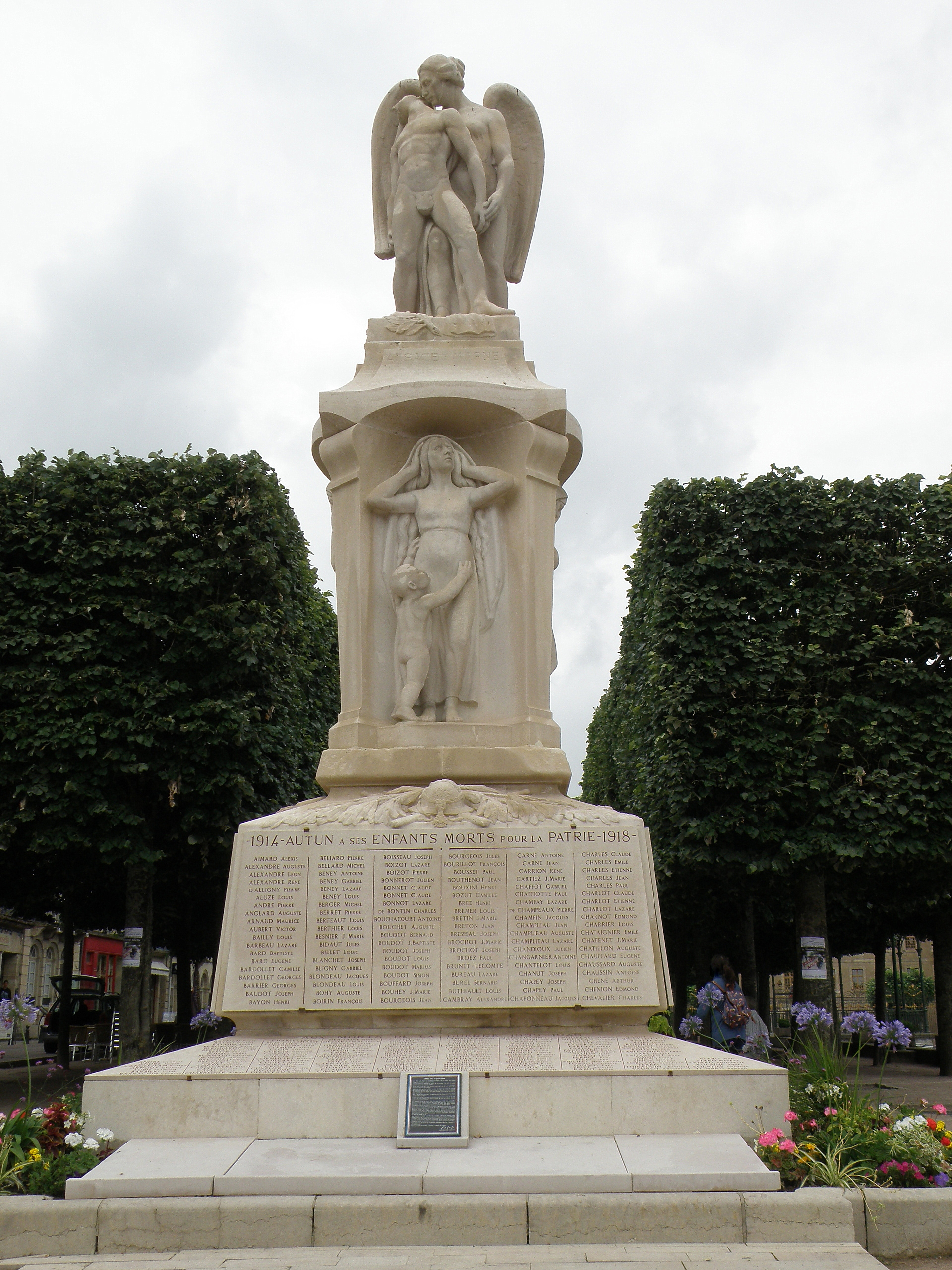
Le monument aux morts sculpté par Alfred Jean Halou, inscrit MH.

- Le monument aux morts de la ville, inauguré le 2 décembre 1923 sur la place du Champ-de-Mars et inscrit au titre des Monuments historiques en 2016, qui résulte d'un concours lancé en 1920 et ayant retenu le projet du sculpteur Alfred Jean Halou (1875-1939). Il se caractérise par une large base de forme pyramidale sur laquelle figurent les noms des soldats morts pour la France avec, au-dessus, plusieurs attributs présents (baïonnettes, branches de laurier, casque de poilu, croix de guerre, pelle, bidon, hache, branches de chêne, grenades, olivier, palmes, etc.), éléments divers évoquant la Gloire (les lauriers), la Force (le chêne), la Victoire (les palmes) et la Paix (l’olivier). Au-dessus, quatre niches accueillent sur chacune des faces une allégorie féminine incarnant les différentes attitudes des femmes face au deuil : l’épouse éplorée ; la jeune fiancée allant à la tombe ; la jeune veuve et ses deux enfants ; enfin la « pensée aux morts de la guerre ». Au sommet, à plus de 10 mètres de hauteur, une allégorie de la Victoire tient dans ses bras un combattant mort[64].
- La Croix de la Libération, qui domine tout Autun sur le mont Saint-Sébastien ;
- La petite rotonde ferroviaire d’Autun édifiée à la fin du XIXe siècle par la Compagnie des chemins de fer de Paris à Lyon et à la Méditerranée (Cie PLM), construction qui, avec son pont tournant, est représentative des petites structures d’entretien des locomotives (d'où sa protection par une inscription au titre des Monuments historiques[65]).
- L'église Saint-Pierre-l'Estrier, rue de l'Hermitage à Saint-Pantaléon, classé au titre des monuments historiques en 1979 ;
- La chapelle Saint-Nicolas, rue Saint-Nicolas ;
- La chapelle Sainte-Anne, ruelle Sainte-Anne ;
- La chapelle Saint-Sacrement, rue Saint-Germain ;
- La chapelle Saint-Gabriel à l'hôpital, boulevard Frédéric-Latouche ;
- La chapelle Saint-Georges au lycée militaire, rue Gaston-Joliet ;
- La chapelle Notre-Dame-des-Bonnes-Œuvres-et-des-Sept-Dormants, désacralisée, dans l'ancien réfectoire du Chapitre place Sainte-Barbe ;
- La chapelle Saint-Aubain, place du Terreau ;
- Le couvent de la Visitation, rue aux Raz, monument historique ;
- La chapelle des bénédictines Notre-Dame, rue Chaffaut ;
- L'église Saint-Léger dans le village de Couhard ;
- L'église du Sacré-Cœur dans le village de Fragny.

#### Espaces naturels
- La cascade de Brisecou, au-dessus de Couhard ;
- Le plan d'eau du Vallon, formé par une retenue artificielle ;
- Complexe tourbeux de l'étang Saint-Georges, de 14 ha, Espace naturel sensible (no 28).

| Monuments historiques d'Autun |
| Période romaine |
| --- |
| - Le temple de Janus. - La porte d'Arroux. - La tour des Ursulines. - La pyramide de Couhard. |
| Période médiévale |
| - La cathédrale Saint-Lazare. - Le clocher de la cathédrale Saint-Lazare. - La fontaine Saint-Lazare. - Maison à colombages, rue du Jeu-de-Paume. - Hôtel Rolin.                                           |
| Période moderne |
| - Lycée Bonaparte. - Le théâtre à l'italienne, place du Champ-de-Mars. - Passage Bathus ou passage couvert, rue du Général-Demetz. - Prison circulaire. 1854/1955. - Croix commémorative de la Libération. |

### Monuments disparus

#### Intra-muros
- Basilique Sainte-Croix, déjà en ruine en 853[66] ;
- Cathédrale Saint-Nazaire, première cathédrale de la ville déjà citée en 532. Il ne subsiste que la chapelle Saint-Aubain, dans la cour de la maîtrise ;
- l'église Saint-Jean-de-la-Grotte, église paroissiale souterraine, située sous la cathédrale Saint-Nazaire ;
- Abbaye Saint-Jean-le-Grand d'Autun, moniales bénédictines, fondée au VIe siècle par l'évêque d'Autun, Syagre ;
- Abbaye Saint-Andoche d'Autun, abbaye royale de moniales bénédictines, fondée en 592 par la reine Brunehaut sur la recommandation de l'évêque Syagre ;
- Église Notre-Dame-du-Châtel, protégée par les ducs de Bourgogne puis Louis XI ainsi que Nicolas Rolin[67], voisine des deux cathédrales, sur l'emplacement de la place Saint-Louis.

#### Hors les murs
- Prieuré Saint-Racho-lez-Autun, fondé au VIe siècle, de l'ordre des Bénédictins, situé hors les murs à droite après la porte Saint-André ;
- Abbaye Saint-Martin d'Autun, de moines bénédictins, fondée vers 589-592 par la reine Brunehaut et Syagre l'évêque d'Autun, elle est située sur la commune de Saint-Pantaléon ;
- Abbaye Saint-Symphorien d'Autun, de moines bénédictins, de l'ordre des Bénédictins, située hors les murs, attestée en 452, rattaché à l'abbaye de Saint-Martin en 910, deviendra un prieuré ;
- Tour Saint-Léger, reste d'un ancien donjon daté du IXe siècle.

### Musées
- Muséum d'histoire naturelle d'Autun dans la rue Saint-Antoine (zoologie, minéralogie, paléontologie, botanique) ;
- Musée Rolin (archéologie, art du Moyen Âge, histoire et Beaux-Arts), installé rue des Bancs dans l'Hôtel Rolin qui fut la demeure de ce chancelier ;
- Musée lapidaire Saint-Nicolas (archéologie), rue Saint-Nicolas, sur le site d'un ancien hôpital pour miséreux ;
- Musée national des Enfants de troupe, installé dans l’enceinte du lycée militaire (dans l'ancienne crypte) ;
- Mini-musée de la vigne et du vin, rue de la Grange-Vertu, petit musée privé situé dans l'enceinte d'un négoce en vin ;
- Musée Verger-Tarin, petite maison bourgeoise avec mobilier des trois derniers siècles, ne se visite plus pour cause de dégâts importants, Ethnologie (art de vivre aux XVIIIe et XIXe siècles), 7 rue des Sous-Chambres.

### Équipements culturels

#### Cinéma(s)
L'exploitation cinématographique a commencé à Autun en 1917 avec les séances de cinéma itinérant que proposait alors la société Gaumont. Ce n'est qu'à partir de 1946 qu'Autun se dote de son premier cinéma (salle unique), Le Majestic, situé en face du lycée militaire. Le cinéma sera racheté par la suite par la société Rex représentée par M. Oudet et sa quinzaine d'actionnaires. Le Majestic devient alors Le Rex.
En 1957, un autre cinéma ouvre rue Pernette qui portera le nom de Les Variétés. En 1964, M. Oudet le patron du Rex le rachète pour le rénover et en faire une salle d'art et d'essai qui rouvrira ses portes en janvier 1965 sous le nom de Le Vox. C'est Roger Coiffard qui dirigera les deux cinéma Rex et Vox.
Pourtant doté en 1970 de l'appareil de projection et de la cabine les plus modernes au monde, Le Rex devenu entre-temps trop vétuste est obligé de fermer en février 1996.
En 1996, de nouveaux exploitants le couple Sylvie Bruant et Philippe Chapelot reprennent la salle unique du cinéma Vox et la transforment un complexe de 3 salles sous le nom de cinéma Arletty. En octobre 2015, de nouveaux exploitants, Jean-Christophe et Astrid Pape, Grenoblois d'origine, reprennent la direction de L'Arletty : ils dotent alors le cinéma d'une quatrième salle de 90 places et d'un grand hall d'accueil et passent ses cabines de projection au tout numérique,.

#### L'Hexagone
La salle de spectacles d'Autun est l'Hexagone, situé 1 boulevard Frédéric-Latouche. Elle est dotée d'une grande salle de 1 034 m2 nommée salle Marcel-Corneloup (comprenant 80 tables, 600 chaises et un podium de 10 m x 5 m), d'une petite salle annexe de 170 m2 (comprenant 10 tables et 200 chaises) et d'un hall d'accueil de 170 m2. La salle tire son nom de sa forme hexagonale.

#### Bibliothèque municipale
La bibliothèque municipale d'Autun est située dans les locaux de l'hôtel de ville depuis 1846. La première bibliothèque publique fut créée en 1792, par Victor de Lanneau, à partir de fonds issus des mouvements révolutionnaires. Les collections de l'établissement sont ensuite enrichies au XIXe siècle grâce aux ventes publiques de collections de bibliophiles. La loi de séparation des Églises et de l'État de 1909 permet d'enrichir les fonds de collections manuscrites et imprimées provenant de la cathédrale, précédemment conservés par les bibliothèques de l'évêché et du séminaire. Diverses donations viendront ensuite grossir les collections durant le XXe siècle.
En 1985, l'évêché laisse en dépôt à la bibliothèque la Bible de Nicolas Rolin, aujourd'hui conservé par le Musée municipal.
Depuis 1972, la bibliothèque est classée.
Son fonds ancien se compose de nos jours d'environ 50 000 imprimés, 400 manuscrits et 200 incunables.

### Autun dans les arts
Autun est le décor du roman Un sport et un passe-temps de l'Américain James Salter, publié en 1967. En 2018, le New York Times consacre un article à Autun, sur les traces du livre, en évoquant l'Hôtel Les Ursulines et le Grand Hôtel Saint-Louis, la rue Dufraigne, la rue du Faubourg-Saint-Blaise, la place du Carrouge, la place d’Hallencourt, le cimetière de la commune ou encore le Champ-de-Mars.
La commune a également servi de décor aux films Hiroshima mon amour d'Alain Resnais et Bon voyage de Jean-Paul Rappeneau.

### Autun et la philatélie
Le maître graveur Pierre Albuisson a illustré un timbre postal semi-panoramique (6 cm × 2,5 cm) d'une valeur faciale de 0,58 € émis le 16 mai 2011,.

### Ville de garnison
En 1906, le 29e régiment d’infanterie a tenu garnison à Autun[réf. souhaitée].

### Personnalités liées à la commune

#### Principales personnalités
- Auguste : empereur romain, fondateur de la ville ;
- Gabriel Breunot (Autun, 1540 - Dijon, 1618), chroniqueur bourguignon ;
- Talleyrand : évêque d'Autun (1788-1791), ministre des Affaires étrangères, président de l'Assemblée nationale ;
- Napoléon Bonaparte, admis au collège d'Autun le 1er janvier 1779, y retrouve ses frères Lucien et Joseph (il repassera cinq fois par Autun, dont trois fois par l'hôtel Saint-Louis et de la Poste : au printemps 1798, le 10 janvier 1802, le 6 avril 1805, le 31 décembre 1807 et le 15 mars 1815[77]) ;
- Patrice de Mac Mahon, comte de Mac Mahon, duc de Magenta, maréchal de France, président de la République française du 24 mai 1873 au 30 janvier 1879.

#### Autres personnalités

##### Chefs gaulois
- Diviciacos, druide d'Autun, vergobret, député à Rome ;
- Dumnorix, vergobret, frère de Diviciacos, opposant à Jules César ;
- Viridomaros, jeune chef éduen, ayant participé à insurrection de 52 av. J.-C. ;
- Liscos, vergobret des Éduens en 58 av. J.-C. ;
- Vedeliacus, magistrat éduen ;
- Convictolitavis, vergobret, confirmé par Jules César, qu'il trahira ;
- Surus, le seul chef éduen à ne pas avoir déposé les armes ;
- Julius Sacrovir, au premier siècle, dernier chef de la rébellion contre les Romains.

##### Premiers chrétiens
- Thyrse († vers 155 ou 167), saint, martyr chrétien mort à Autun qui le considère avec Andoche, comme ses apôtres, et martyrs ;
- Fauste d'Autun (Faustus), Ier et IIe siècles, sénateur, chrétien au service du consul romain, et époux d'Augusta, parents de Symphorien d'Autun ;
- Symphorien d'Autun († vers 178), saint, martyr chrétien ;
- Eumène, né à Autun vers 260, mort en 311, écrivain et rhéteur romain, secrétaire de Constance Chlore et de Maximien Hercule ;
- Lautein, dit Lothain ou Lothein et en latin : Lautenus (Autun vers 477 - Silèze vers 518), saint, moine ermite qui s'installa à Silèze et y fonda un monastère, sous le vocable de Saint-Martin, le village prit par la suite le nom de Saint-Lothain. Il fonda ensuite le prieuré de Saint-Symphorien de Maximiacus à Buvilly ;
- Léonien d'Autun, hongrois, prisonnier des Burgondes, ermite à Autun et à Vienne en France, où il fonda deux abbayes au VIe siècle ;
- Eptade d'Autun (Autun, fin du Ve siècle - 525), monétaire d'Autun, ermite, prêtre et moine fondateur de l'abbaye de Cervon, au VIe siècle ;
- Grégoire de Langres, saint, gouverneur du pays d'Autun en qualité de comte, veuf il devint évêque de Langres, il est l'arrière-grand-père de Grégoire de Tours. Mort et fêté le 4 janvier 539 ;
- Virgile d'Arles (mort le 1er octobre 610), abbé de l'abbaye de Saint Symphorien d'Autun, puis archevêque d'Arles, vicaire du pape Grégoire le Grand, dans les royaumes de Bourgogne, de France et d'Austrasie ;
- Saint-Germain d'Autun (Autun, 496 - Paris, 576), abbé de Saint-Symphorien, évêque de Paris, fondateur de l'abbaye de Saint-Germain-des-Prés ;
- Saint-Didier, évêque de Vienne, disciple de saint Syagre, après des remontrances à Brunehaut, elle le fit déposer puis assassiner en 608 ;
- Léger d'Autun ou Leodogarius (sur les bords du Rhin, en Austrasie, v. 615 - forêt de Sarcing auj. Lucheux, Somme, 678), évêque d'Autun (659-678) ; il fut martyrisé à plusieurs reprises et mourut décapité ;
- Frodulphe, ou Frou (Autun, VIIIe siècle - Barjon), saint, ermite, moine et abbé de l'abbaye Saint-Martin d'Autun, ami de saint Médéric ou Merry.

##### Ecclésiastiques catholiques
- Jean, cardinal Rolin (1408-1483), évêque d'Autun, fils du chancelier Rolin ;
- Ferry de Clugny, conforgien, né à Autun (1430-1483), évêque de Tournai, cardinal de Santa Maria in Domnica ;
- Edmé Thomas (Dijon, 1591 - Autun, 1660), chantre, chanoine et historien d'Autun[78] ;
- Antoine Girard (Autun, 1603 - La Flèche, 1679), jésuite, écrivain et traducteur ;
- Dom Jean Thiroux (Autun, 1633 - Auxerre, 1731), moine bénédictin de la congrégation de Saint-Maur, prisonnier à la Bastille de 103 à 1710 pour jansénisme, écrivain religieux, contributeur au nouveau Gallia Christiana ;
- Léonard Bertaut (mort en 1662), minime, historien né à Autun mort à Chalon-sur-Saône ;
- Louis Laguille (1658-1742), jésuite né à Autun et mort à Pont-à-Mousson, a écrit une Histoire d'Alsace ancienne et moderne, depuis César jusqu'en 1725 ;
- Pierre-Bénigne Germain (Autun, 1689-1751), chanoine d'Autun et historien ;
- Mgr Yves Alexandre de Marbeuf (1734-1799), évêque d'Autun puis archevêque de Lyon, ministre de la Feuille des Bénéfices ;
- Claude Bertrand (1757-1792), prêtre, astronome, géographe, né à Autun, mort au cap de Bonne-Espérance ;
- L'abbé Jean-Pierre Pernin (1822-1909), prêtre, missionnaire aux États-Unis ;
- Adolphe, cardinal Perraud (1828-1906), évêque d'Autun et historien, membre de l'Académie française ;
- Joseph Décréaux (Autun, 1920 - id., 2009), prêtre, archéologue, professeur honoraire d'archéologie, membre de l'Académie du Morvan ;
- Mgr Michel-Marie Calvet (né le 3 avril 1944 à Autun), actuel archevêque de Nouméa ;
- Mgr Benoît Rivière, actuel évêque d'Autun.

##### Hommes politiques
- Nicolas Rolin (vers 1376-1462), natif d'Autun, chancelier de Philippe le Bon, duc de Bourgogne et fondateur, avec sa femme Guigone de Salins, de l'Hôtel-Dieu de Beaune ;
- Pierre Jeannin (vers 1540- 1623), natif d'Autun, premier président au Parlement de Bourgogne, ambassadeur de France en Hollande, surintendant des finances, écrivain, inhumé dans la cathédrale Saint-Lazare d'Autun ;
- Charles François Gabriel Magnien de Chailly (1732-1815), maître de forges, capitaine au régiment des Gardes françaises, un des acteurs de la journée du serment du Jeu de paume en 1789
- François Agnès Mont-Gilbert (1747-1796), notaire, homme politique né à Autun, député de Saône-et-Loire.
- Nicolas Serpillon (1769-1848), homme politique, député de Saône-et-Loire de 1824 à 1827.
- Jean-Paul Andoche de Fontenay (1771-1849), militaire et homme politique né à Autun, maire de Sommant, député de Saône-et-Loire.
- Bernard Billardet né le 8 novembre 1772 à Beaune (Côte-d'Or), décédé le 10 mai 1854 à Chevannes (Saône-et-Loire). Maire d'Autun et député Saône-et-Loire de 1820 à 1824.
- Charles Laure de Mac-Mahon, 2e marquis d'Éguilly (1775), marquis de Vianges (8 mai 1752 - Autun, 18 octobre 1830[79] - Saint-Max, Meurthe-et-Moselle), général puis homme politique français des XVIIIe et XIXe siècles ;
- Nicolas Tripier (1765-1840), avocat réputé pour sa dialectique, député, pair de France, né à Autun[80] ;
- Pierre-François-Jules Aymon de Montépin (1786-1873), homme politique né et décédé à Autun, député de Saône-et-Loire de 1830 à 1842.
- Ernest Pinard (Autun, 1822 - Bourg-en-Bresse, 1909), homme politique, ministre de l'Intérieur (1867-1868) ;
- Jules Miot (Autun, 1809-1883), membre du conseil de la Commune de Paris ;
- Ferdinand Guillemardet, maire d'Autun, ambassadeur ;
- Arnaud Montebourg y aurait eu un grand-père boucher.

##### Militaires
- Jean Nicolas de Monard (1750-1831), général des armées de la République et de l'Empire, né à Charleville-Mézières (Ardennes), mort à Autun ;
- Nicolas Changarnier (Autun, 1793 - Paris, 1877), général et homme politique ; fut gouverneur de l'Algérie (1848) ;
- Xavier Gillot (1909-1996), médecin commandant de la 2e DB, Compagnon de la Libération[81].

##### Scientifiques, juristes
- Barthélemy de Chasseneuz, né en 1480 à Issy-l'Évêque, a demeuré longtemps à Autun. Docteur en droit, avocat à Autun en 1508, il publia des Commentaires sur la Coutume qui parurent en 5 éditions, son Catalogus Gloriæ Mundi - Consultations, imprimées à Lyon en 1531. Conseiller au Parlement de Paris, Premier président du Parlement de Provence ;
- Pierre d'Ailleboust, médecin de la faculté de Montpellier, il enseigna et exerça à Autun où il épousa vers 1517, Perette de Séez et devint le médecin ordinaire de François Ier, il décéda au château de Fontainebleau et son cœur fut enterré dans la chapelle Saint-Côme-et-Saint-Damien de l'église Saint-Jean-de-la-Grotte à Autun. Père de l'évêque d'Autun : Charles d'Ailleboust ;
- Bernard Renault (1836-1904), naturaliste et paléobotaniste, cofondateur en 1886, avec Victor Berthier, de la Société d'histoire naturelle d'Autun (reconnue d'utilité publique le 15 mai 1895)[82] ;
- Louis Renault (1843-1918), juriste, prix Nobel de la Paix en 1907 ;
- Jules Basdevant (Anost, 1877 - id., 1968), juriste, professeur de droit, spécialiste en droit international ; il fut président de la Cour internationale de justice de La Haye (1949-1952) ;

##### Artistes et hommes de lettres
- Bonaventure Des Périers (vers 1510-1543 ou 1544), auteur de contes, qui fit ses études à Autun[83] ;
- Georges de la Boutière, descendant de François de la Boutière, avocat du roi à Autun, a traduit L'Âne d'or d'Apulée et Vie des douze Césars de Suétone, en 1556 ;
- Jean Meusnier, né et mort à Autun (1557-1637), conseiller et avocat du roi au bailliage et siège présidial d'Autun et écrivain ;
- François Perrin (1533-1606), chanoine, poète et moraliste né à Autun[83] ;
- Jean Roidot-Déléage (1794 - Autun, 1878), archéologue, botaniste et entomologiste ;
- Jacques-Gabriel Bulliot (Autun, 1817-1902), négociant en vin, archéologue amateur, membre de plusieurs sociétés savantes, découvreur du site de Bibracte au mont Beuvray ;
- Albert Montmerot (Autun, 1902-1942), peintre ;
- Marcel Barbotte (1903-1998), journaliste, écrivain et romancier installé et mort à Autun ;
- Claude Régnier (Saint-Pantaléon, 1914 - Autun, 2000), grammairien, philologue, professeur à la Sorbonne, membre cofondateur de l'Académie du Morvan ;
- Manuel Luque (1854 - Autun, 1924), caricaturiste espagnol ;
- Anatole de Charmasse (Avallon, 1835 - Autun, 1932), historien d'Autun, président de la Société éduenne de 1902 à 1932 ;
- Corinne Bouchard (née à Autun en 1958), écrivaine ;
- Laurence Côte (née le 11 février 1966 à Lyon), actrice française, a grandi à Autun ;
- Romano (animateur radio), animateur radio qui a grandi à Autun ;
- Eklips, (né à Autun en 1980), nom de scène d'Eddy Blondeau, rappeur, beatboxer et imitateur qui a grandi à Autun ;
- Florent Bernard (né à Autun en 1991), dit FloBer, vidéaste et scénariste.

##### Entrepreneurs
- André d'Ailleboust, né à Autun, épousa Odotte Rolet en 1547, devint économe de l'abbaye Saint-Martin d'Autun (frère de l'évêque d'Autun, Charles d'Ailleboust) ;
- Charles Cusin, né à Autun avant 1574 (mort entre 1590 et 1612), fut à la fin du XVIe siècle l'un des premiers horlogers identifiés au sein de la République de Genève[84] ;
- Gonzague de Blignières (né à Autun en 1956), homme d'affaires et banquier français.

##### Sportifs
- Gabriel Rérolle (1891-1967), coureur cycliste né à Autun, 2e du Championnat de France de cyclisme sur route amateurs en 1922 ;
- Zvonko Radnic, joueur de pétanque : champion d'Europe en 2013, trois fois champion de France, vice-champion du monde ;
- Christophe Chevaux (né à Autun en 1975), athlète champion du monde sur 800 m et 1 500 m en 2016, vice-champion du monde et champion d'Europe sur 800 mètres en 2016 et 2012[85], 2013, 2014 et 2016.

### Héraldique et devise

#### Héraldique
| Blason de Autun | Blason  | D'or au lion de gueules, au chef bandé d'or et d'azur de six pièces et bordé aussi de gueules. |
| Blason de Autun | Détails | Première mention de ce blason en 1529 par Barthélemy de Chasseneuz dans son Catalogus De Gloriæ Mundi imprimé à Lyon. Par son chef, ce blason rappelle que Rodolphe, duc de Bourgogne, était comte d'Autun avant de devenir roi de France en 923 sous le nom de Raoul Ier. À ce blason est souvent associée la devise de la ville, Soror et æmula romæ, rappelant que la ville, à l'époque romaine, fut déclarée « sœur et émule de Rome » par le rhéteur Eumène. Adopté par la municipalité le 1er janvier 1868. |

#### Devise
Devise inscrite sur le fronton de l'hôtel de ville : « Roma celtica, soror et æmula Romæ » (« Rome gauloise, sœur et émule de Rome »).